# 気仙沼市

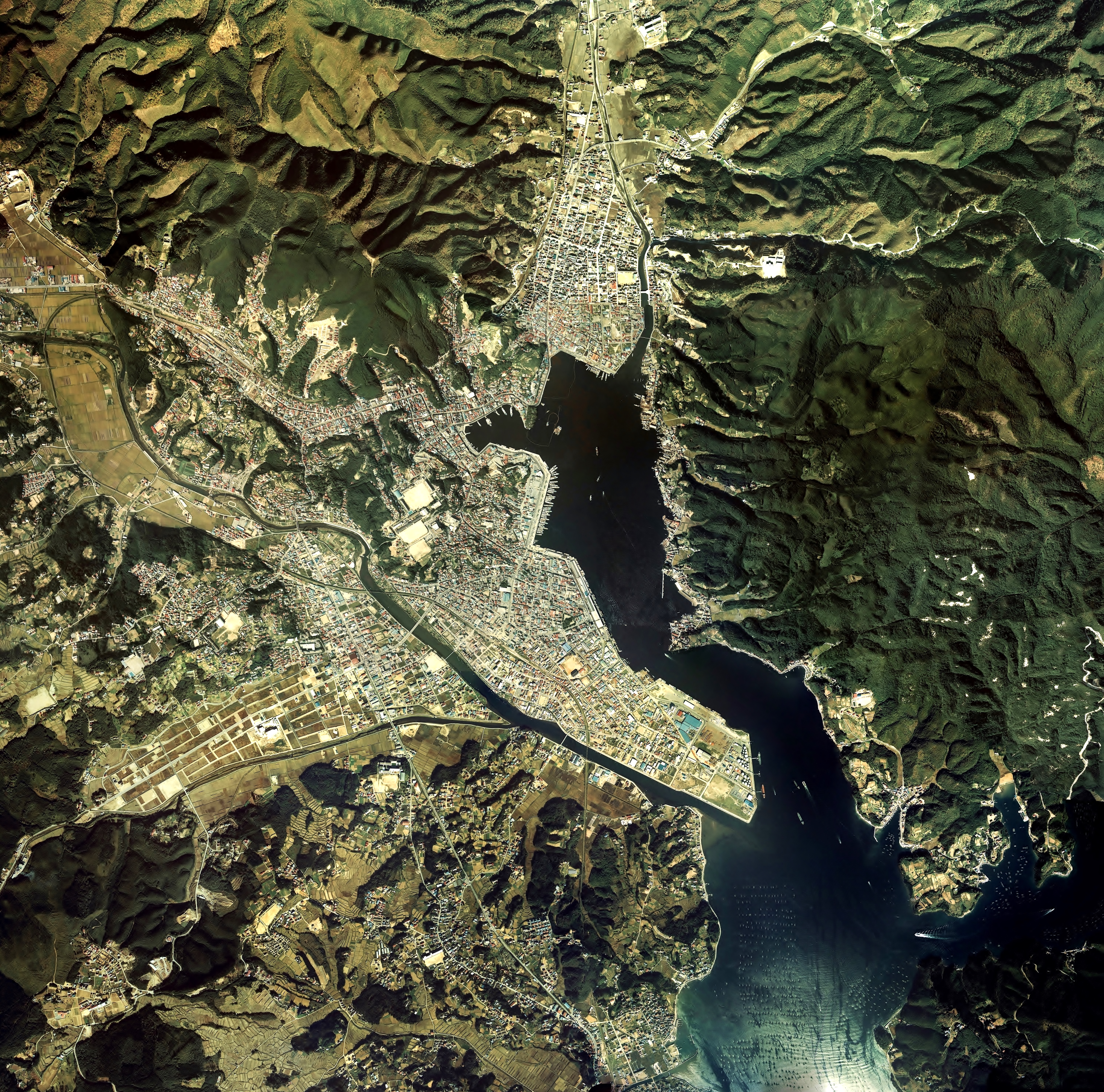
震災前の気仙沼市中心部周辺の空中写真。
1977年撮影の14枚を合成作成。
。

気仙沼市（けせんぬまし）は、宮城県の北東端に位置する市。太平洋沿岸にあり、三陸海岸の一部をなす。

## 概要

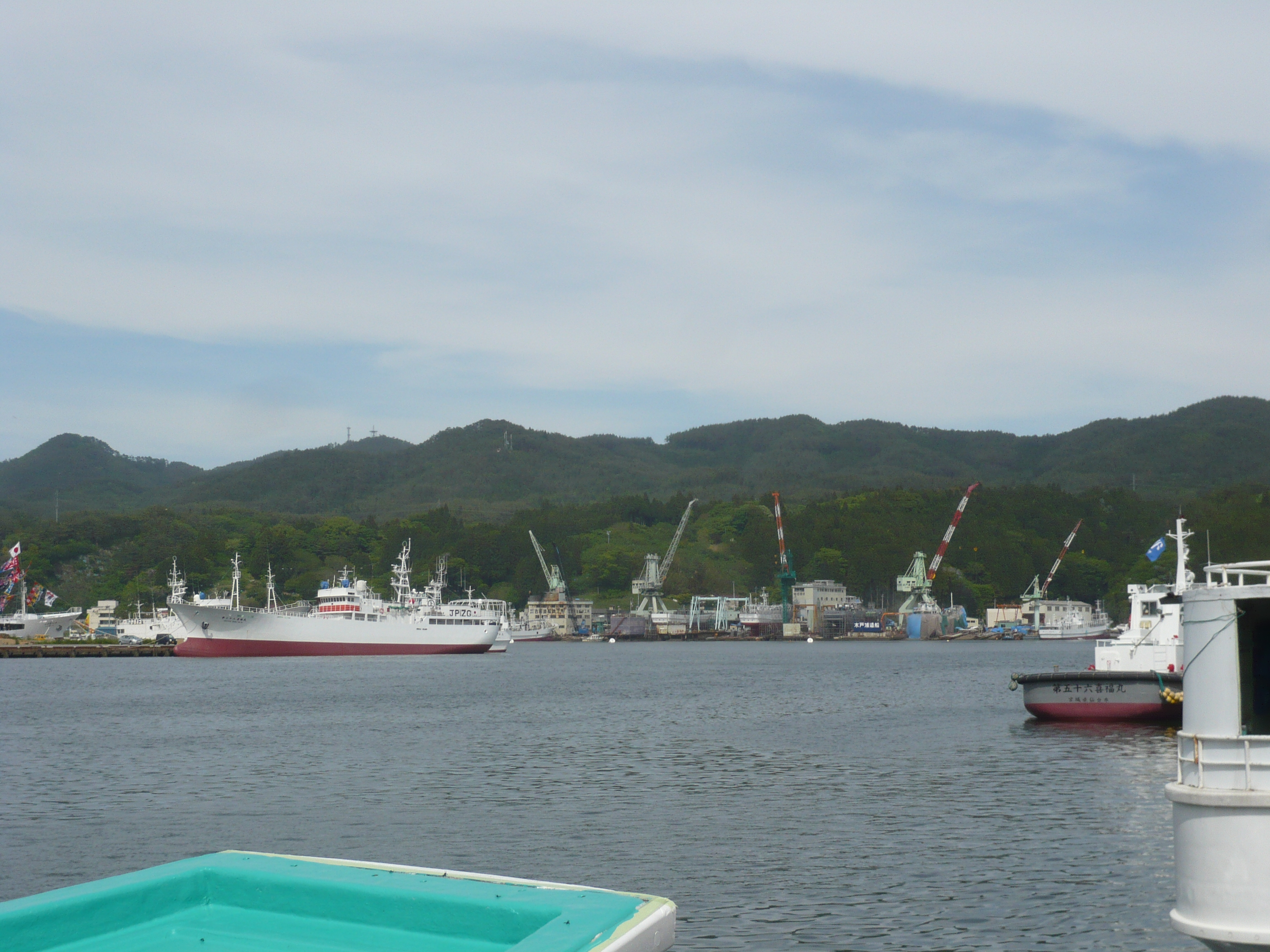
気仙沼港（2013年6月1日）

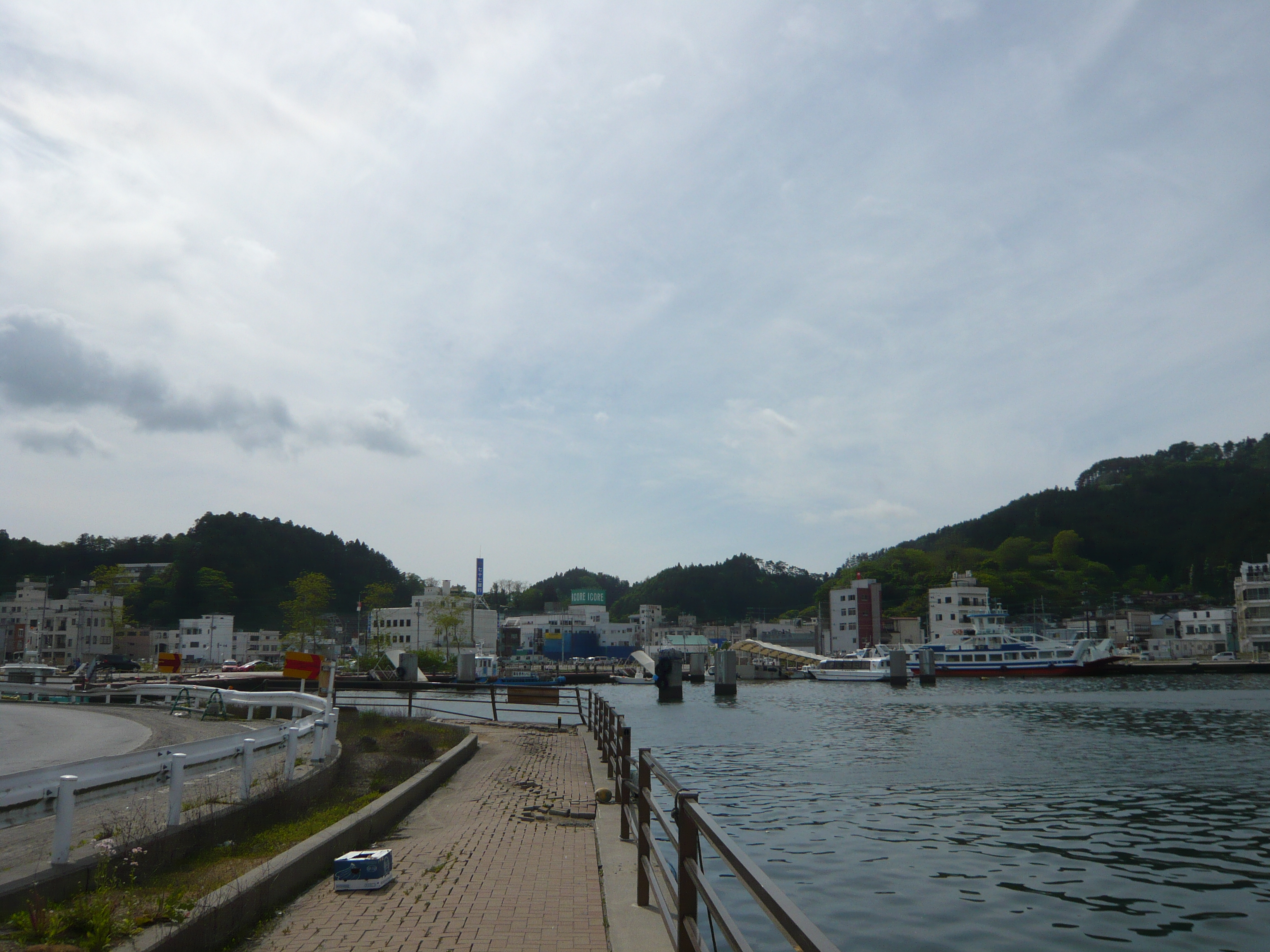
気仙沼中心街を望む（2013年6月1日）

江戸時代は伊達氏領（仙台藩）であったが、伊達氏領には現在の岩手県南側も含まれていた。そのため、現在でも北接する岩手県大船渡市や陸前高田市や、内陸側で隣接する岩手県一関市とも関係が深い。
三陸海岸南部の交通や商業の拠点となっており、リアス式海岸を利用した観光も発展している。特定第三種漁港の気仙沼漁港をはじめとした市内の各漁港は、三陸海岸での沿岸漁業・養殖漁業、世界三大漁場「三陸沖」での沖合漁業、さらに世界の海を対象にした遠洋漁業の基地として機能し、関連する造船から水産加工までの幅広い水産業が立地する。
このような背景から、気仙沼・本吉圏の中心市としての買物客の集客や各地から訪れる観光客に加え、漁業・水産関係者の往来も多い。カツオを追って北上してくる千葉県・高知県・宮崎県などの漁船、サンマを追って南下してくる北海道などの漁船に乗った日本各地の漁民が行き交い、遠洋漁業の外国人乗組員や水産加工に従事する外国人研修者が働き、特産のフカヒレを買い求める中国人バイヤーなどが訪れ、常住人口に比して交流人口が多様な県内有数の交流拠点の一つである。名物（ご当地グルメ）の一つである「気仙沼ホルモン」は、このような人々の広域な交流と産業背景から生み出されたものとして知られる。
2011年（平成23年）3月11日に発生した東北地方太平洋沖地震（東日本大震災）では、地震そのものの被害に加え、津波や火災（津波火災）、地盤沈下によって大きな被害を受けた。

## 地理
宮城県の北東端に位置し、東は太平洋に面する。東部の唐桑地区から気仙沼地区にかけては、三陸の他地域と同様にリアス式海岸が特徴的である。同じリアス式海岸でも当地方では岩手県沿岸と比較して標高が低く、なだらかな丘陵が多い。唐桑半島と岩井崎の間では、深く入り組んだ海岸線が波の穏やかな気仙沼湾を形成し、湾内には大島が浮かぶ。本吉地区に入ると穏やかな海岸線が見られるようになる。

### 自然
山岳
- 安波山、亀山（大島）、早馬山、手長山、熊山、君ヶ鼻山、徳仙丈山、長の森山、田束山、大神宮山
- 最高点：大森山（760m・岩手県一関市境）

河川
- 大川、神山川、鹿折川、面瀬川、八瀬川、松川、金成沢川、二十一川、津谷川、馬籠川、沖の田川

### 気候
三陸沖の黒潮の影響によって冬は比較的温暖であるが、夏はやませの影響で冷涼である。
| 気仙沼（1991年 - 2020年）の気候    | 気仙沼（1991年 - 2020年）の気候 | 気仙沼（1991年 - 2020年）の気候 | 気仙沼（1991年 - 2020年）の気候 | 気仙沼（1991年 - 2020年）の気候 | 気仙沼（1991年 - 2020年）の気候 | 気仙沼（1991年 - 2020年）の気候 | 気仙沼（1991年 - 2020年）の気候 | 気仙沼（1991年 - 2020年）の気候 | 気仙沼（1991年 - 2020年）の気候 | 気仙沼（1991年 - 2020年）の気候 | 気仙沼（1991年 - 2020年）の気候 | 気仙沼（1991年 - 2020年）の気候 | 気仙沼（1991年 - 2020年）の気候 |
| 月                                 | 1月                             | 2月                             | 3月                             | 4月                             | 5月                             | 6月                             | 7月                             | 8月                             | 9月                             | 10月                            | 11月                            | 12月                            | 年                              |
| ---------------------------------- | ------------------------------- | ------------------------------- | ------------------------------- | ------------------------------- | ------------------------------- | ------------------------------- | ------------------------------- | ------------------------------- | ------------------------------- | ------------------------------- | ------------------------------- | ------------------------------- | ------------------------------- |
| 最高気温記録 °C （°F）             | 15.7 (60.3)                     | 19.2 (66.6)                     | 23.5 (74.3)                     | 30.8 (87.4)                     | 34.0 (93.2)                     | 34.1 (93.4)                     | 36.7 (98.1)                     | 36.5 (97.7)                     | 34.9 (94.8)                     | 29.2 (84.6)                     | 24.3 (75.7)                     | 20.5 (68.9)                     | 36.7 (98.1)                     |
| 平均最高気温 °C （°F）             | 4.4 (39.9)                      | 5.2 (41.4)                      | 8.9 (48)                        | 14.4 (57.9)                     | 19.0 (66.2)                     | 22.0 (71.6)                     | 25.4 (77.7)                     | 27.2 (81)                       | 24.1 (75.4)                     | 18.9 (66)                       | 13.1 (55.6)                     | 6.9 (44.4)                      | 15.8 (60.4)                     |
| 日平均気温 °C （°F）               | 0.3 (32.5)                      | 0.7 (33.3)                      | 3.9 (39)                        | 8.9 (48)                        | 13.8 (56.8)                     | 17.6 (63.7)                     | 21.3 (70.3)                     | 22.9 (73.2)                     | 19.7 (67.5)                     | 14.0 (57.2)                     | 8.0 (46.4)                      | 2.7 (36.9)                      | 11.2 (52.2)                     |
| 平均最低気温 °C （°F）             | −3.2 (26.2)                     | −3.1 (26.4)                     | −0.6 (30.9)                     | 3.9 (39)                        | 9.2 (48.6)                      | 13.9 (57)                       | 18.3 (64.9)                     | 19.7 (67.5)                     | 16.1 (61)                       | 9.7 (49.5)                      | 3.4 (38.1)                      | −0.9 (30.4)                     | 7.2 (45)                        |
| 最低気温記録 °C （°F）             | −12.5 (9.5)                     | −12.6 (9.3)                     | −9.8 (14.4)                     | −4.1 (24.6)                     | 0.0 (32)                        | 4.1 (39.4)                      | 9.9 (49.8)                      | 11.7 (53.1)                     | 5.7 (42.3)                      | −0.3 (31.5)                     | −4.0 (24.8)                     | −10.1 (13.8)                    | −12.6 (9.3)                     |
| 降水量 mm （inch）                 | 44.2 (1.74)                     | 38.7 (1.524)                    | 94.5 (3.72)                     | 106.6 (4.197)                   | 128.2 (5.047)                   | 153.7 (6.051)                   | 193.7 (7.626)                   | 149.7 (5.894)                   | 184.3 (7.256)                   | 148.7 (5.854)                   | 74.3 (2.925)                    | 51.6 (2.031)                    | 1,375.8 (54.165)                |
| 平均降水日数 （≥1.0 mm）           | 6.4                             | 6.1                             | 8.6                             | 8.7                             | 10.3                            | 10.6                            | 13.6                            | 11.8                            | 11.8                            | 9.6                             | 7.5                             | 7.3                             | 112.7                           |
| 平均月間日照時間                   | 168.5                           | 162.5                           | 187.1                           | 199.3                           | 197.4                           | 159.5                           | 145.1                           | 162.1                           | 138.6                           | 155.7                           | 158.9                           | 152.5                           | 1,985.1                         |
| 出典1：Japan Meteorological Agency |                                 |                                 |                                 |                                 |                                 |                                 |                                 |                                 |                                 |                                 |                                 |                                 |                                 |
| 出典2：気象庁                      |                                 |                                 |                                 |                                 |                                 |                                 |                                 |                                 |                                 |                                 |                                 |                                 |                                 |

### 隣接する市町村
cf.　岩手県の市町村全図：≪外部リンク≫“県内各市町村”. （公式ウェブサイト）.   岩手県. 2022年7月30日閲覧。
cf.　宮城県の市町村全図：≪外部リンク≫“宮城県地域マップ”. （公式ウェブサイト）.   宮城県. 2011年4月18日閲覧。
- 岩手県
  - 陸前高田市：北で隣接。
  - 一関市：北西で隣接。
- 宮城県内
  - 登米市：南西で隣接。
  - 本吉郡 - 南三陸町：南で隣接（本吉町の合併以前には、南三陸町のみが隣接）

## 歴史

### 地名の語源
「気仙沼」は古くは延喜元年（901年）成立の日本三代実録に「計仙麻（ケセマ）」という地名の記述があり、これが、歴史上「ケセヌマ」という言葉が載っているもっとも古い文献であるとの説があるが、これは明白に誤りである。正しくは、気仙郡という郡名は『続日本紀』の弘仁2年（811年）の条が初出である。それ以前のいつかの段階で、桃生郡の北半分を分割して、陸奥国 気仙郡が建郡された。これは現在の宮城県北東部および岩手県南東部にまたがるものであり、現在の気仙沼市および本吉郡を含むものであった。
また平安中期の『和名抄』の各国郷名一覧には陸奥国気仙郡に「気仙郷」とは別に「気前郷」が見える。和銅6年（713年）の諸国郡郷名著好字令（好字二字令）により、奈良時代に国名、郡名、郷名が2文字表記と定められたので、この「気前郷」は「気仙前郷」が略されたものとされる。気前郷は、気仙郡の前（さき、道を行った先の方）の意味と解して今の釜石、大槌辺りに比定する説があるが、古代の地名の「前・後」は通常は「くち・しり」と読んで京都に近い方が「前」であるから、気前郷は「けせのくち」であり気仙郡の南端であるべきで、これを「けせのまえ」と誤読したことから「計仙麻」（けせのま）という地名が生まれた可能性もある（下記に詳述）。
語源としては以下のように諸説がある。

#### アイヌ語説
地名語源のアイヌ語説は以下の3説がある。（いずれも戦前の古い説である）
- 1)ケセ kese が末端や終点、モイ moi が入り江や湾で「ケセモイ」という地名を想定し「最南端の港」を意味するという説。（戦前、気仙地方の教育長を務めた金野菊三郎が唱えた）
- 2)想定する原語は上記と同じ「ケセモイ」だが意味は異なり「静かな海」だとする説。

#### 日本語説
旧気仙郡の「ケセ」に「マ」がついたものという説。気仙沼は本吉郡に属していたが、本吉郡は早ければ1153年、遅くとも1189年に気仙郡の南半と桃生郡の北部とを分割して成立したものであり、それ以前は気仙沼は気仙郡に属していたという説と、気仙郡は含まれず桃生郡の北部だけで建郡し、それ以前は気仙沼は桃生郡に属していたという説がある。
- ケセの語源（気仙郡の地名語源と同じ）

1)古語で船を岸に繋ぎ留めておく棒や杭を「かせ」「かし」等といい、その「かせ」の訛りという説。
2)ケセは「削りを背負う」で岩磯つまりリアス式海岸のことだという説。
3)海道の入り口という意味の漢語で、「滊先」（けせん）を当て字で書いたという説。
- ケセ+マの解釈

1)ケセ+「間」説。マは土間、根間、茶の間など「場所」を意味する。茨城県の「鹿島」という地名は船着場を意味する「かせ間」が語源であり、計仙麻（ケセマ）や気仙沼も「カセ間」の訛りで、茨城県の「鹿島」と同語源という説。
2)ケセ+「前」説。本吉郡が設置される以前、まだ気仙郡に属していた頃、この地は気仙郡の南端だったので、ケセ（気仙）の入口の意味で計仙前／気仙前（けせのくち）と書いたのを、ケセノマエと誤読したのが訛って計仙麻（けせんま）になったという説。この場合『和名抄』の「気前郷」の読み方は初め「けせのくち郷」でのちに訛って「けせまえ郷」と読んだ可能性と、初めから「けせまえ郷」あるいは「けまえ郷」だった可能性とがある。本吉郡は気仙郡の南部と桃生郡の北部を合わせたものという説と気仙郡は含まれず桃生郡の北部だけで建郡したという説があり、後者の説が正しければ「気前郷」は無関係となる（ただしケセまたはケセマという小地名は気仙郡の郡境を越えて気仙沼の南北に散在しているので、「気前郷」が関係なくともこの説が成り立たないわけではない）。
3)ケセ+「真」説。計仙麻（ケセマ）のマは正真正銘を意味する「真」で、「ケセ（気仙）の真ん中」あるいは「ケセの中のケセ」という意味だという説。

### 行政区画の変遷
- 1953年（昭和28年）6月1日 - 本吉郡気仙沼町と鹿折町、松岩村が合併し、気仙沼市が発足。
- 1955年（昭和30年）4月1日 - 新月村、階上村、大島村を編入。
- 2006年（平成18年）3月31日 - 唐桑町と合併し、新制の気仙沼市となる。
- 2009年（平成21年）9月1日 - 本吉町を編入。

### 主な出来事

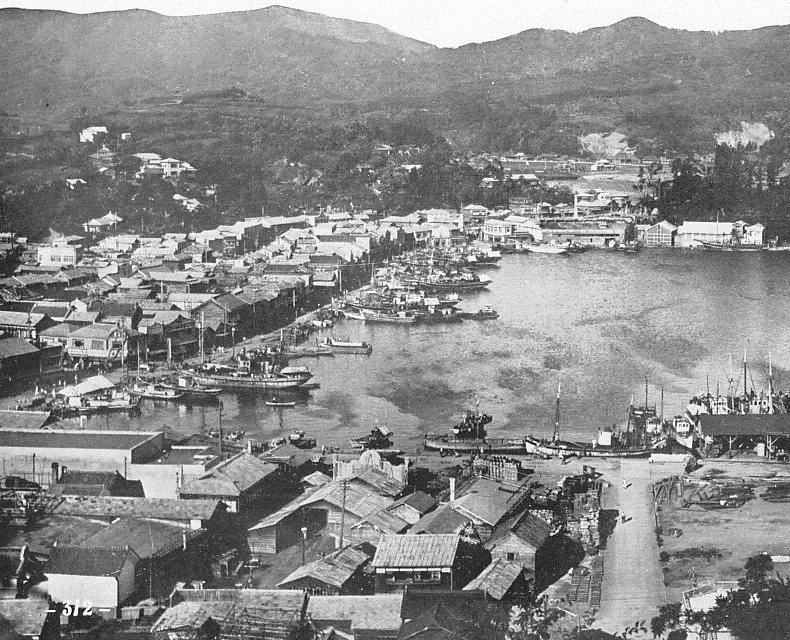
昭和初期の頃の気仙沼

- 1915年（大正4年）3月30日 - 大火。約1100戸が焼失[2]。
- 1929年（昭和4年）2月24日 - 八日町から出火。気仙沼警察署、本吉公立病院、水産試験場などを含め1000余戸が焼失する大火となった[3]。
- 1953年（昭和28年）7月13日 - 初代の市章を制定[4]。
- 1997年（平成9年）5月1日 - 岩手県一関市と友好都市提携。
- 2006年（平成18年）3月31日 - 唐桑町との新設合併に伴い、2代目の市章（現行）を制定[5]。
- 2010年（平成22年）9月18日 - 東京都目黒区と友好都市協定締結 (#)。
- 2011年（平成23年）3月11日 - 東日本大震災により被災。

### 東日本大震災
2011年（平成23年）3月11日、マグニチュード9.0の東北地方太平洋沖地震が発生し、気仙沼市赤岩で震度6弱、本吉町および笹が陣で震度5強を記録した。大津波とそれによって流出した石油の引火による広域火災も発生し、被害は甚大なものとなった。cf. 東日本大震災。
- 4月3日：この津波が気仙沼湾の海底を最大10m削ったとする調査結果を、大阪市立大学の原口強准教授（地質工学）率いる研究チームが発表した[8]。
- 4月9日：この時点で気仙沼市は、死者690人、行方不明者1,531人、避難者8,884人[7]。
- 4月14日：GPS（全地球測位システム）を用いた国土地理院の調査の結果、岩手県・宮城県・福島県の広範な沿岸地域において、この地殻変動による著しい地盤沈下があったことが明らかとなった。特に岩手・宮城両県境付近の変動量は大きく、最大は牡鹿半島（宮城県石巻市域）の−120 cm、次いで陸前高田市小友町西の坊が−84 cmで市街地中最大、石巻市（宮城県）が−78 cm、そして気仙沼市は－76 cm、大船渡市は−73 cmであった（cf. 日本における地盤沈下）[9][10][11]。

2016年（平成28年）3月1日時点で、市内の被害状況は死者1,214人、死亡率1.95%、行方不明者220人、住家全壊が8,483棟となっている。

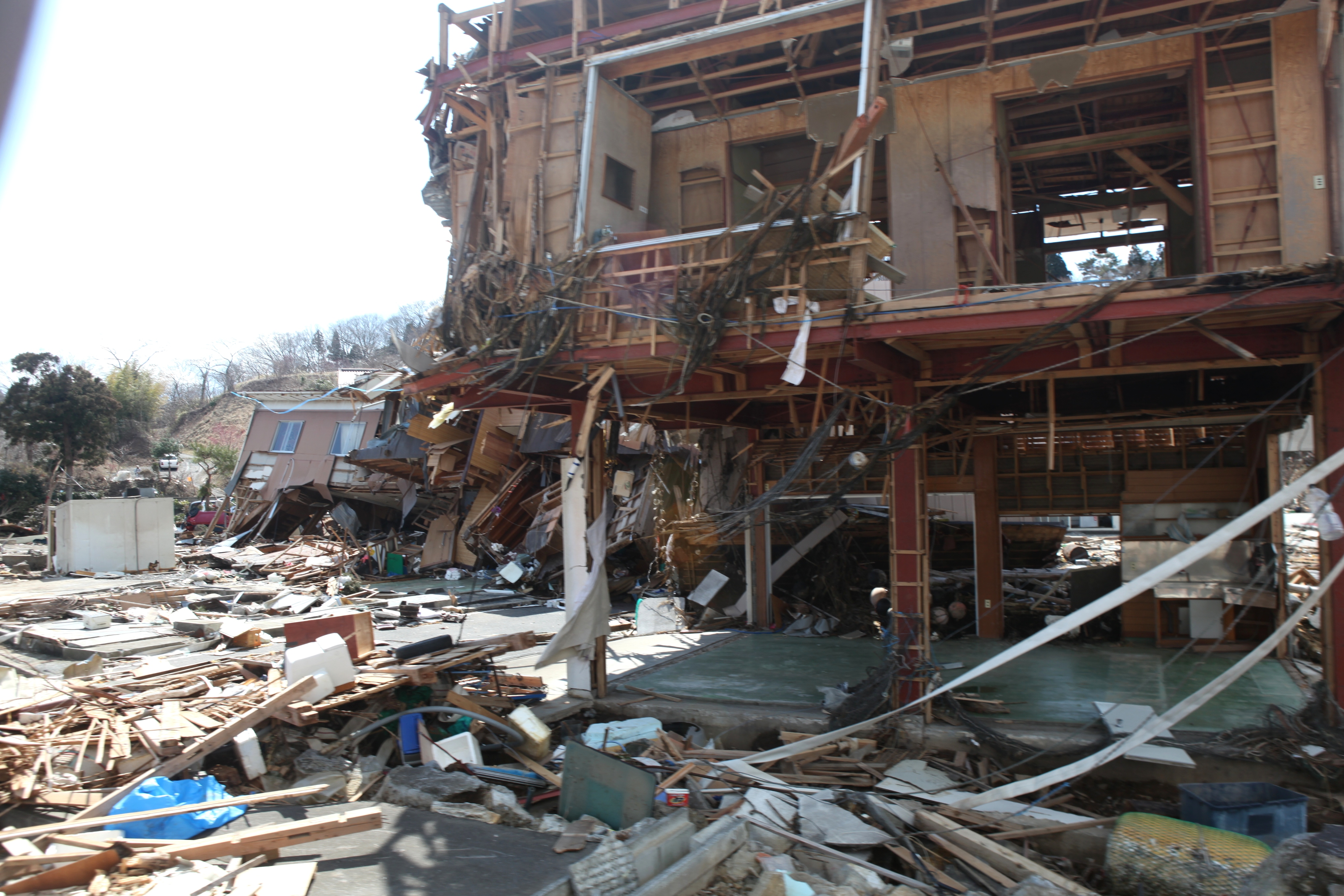
東北地方太平洋沖地震とそれに伴う津波で破壊された家屋。
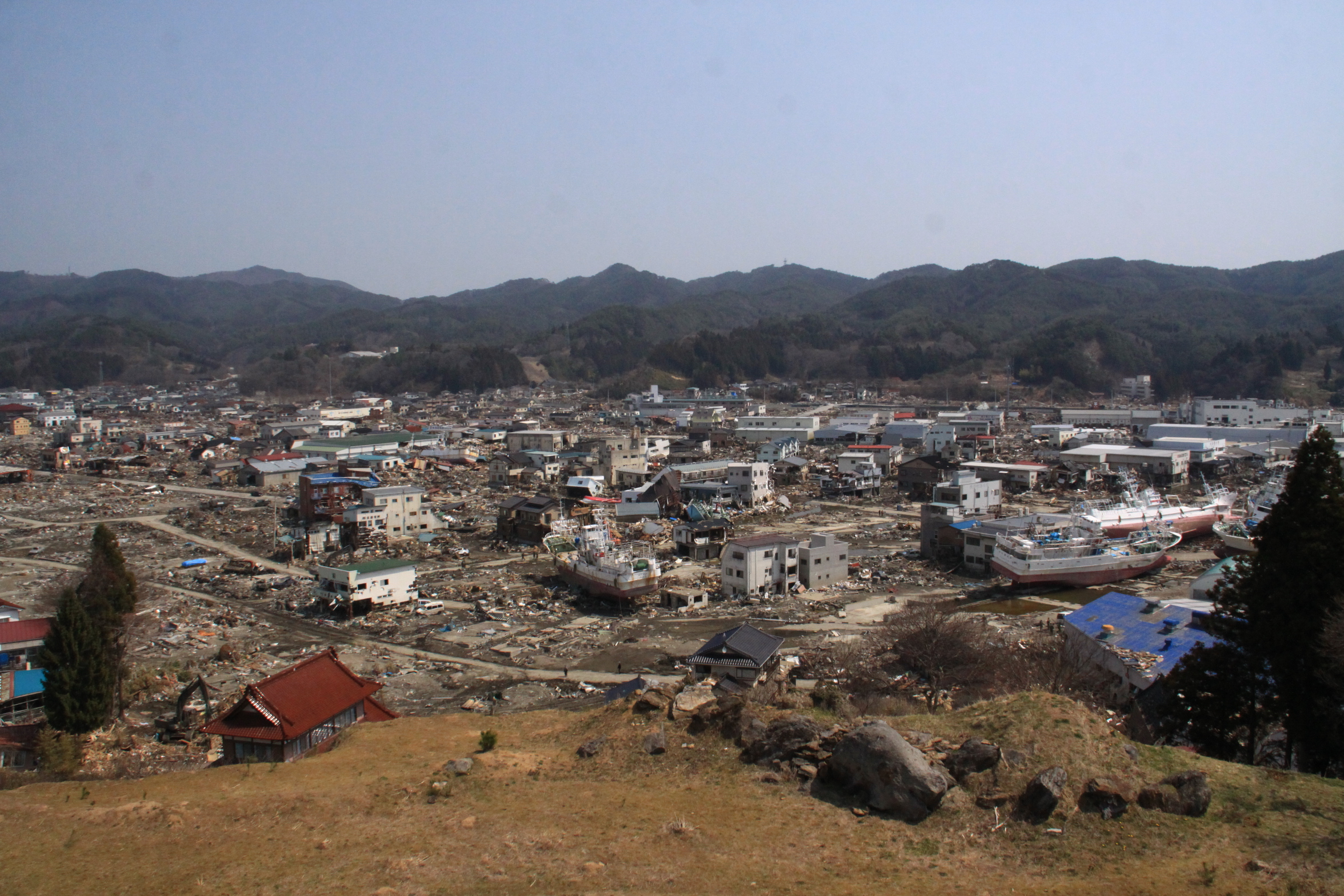
津波に呑まれて壊滅した市街地に、海から運ばれてきた大型漁船が何隻も取り残されている。
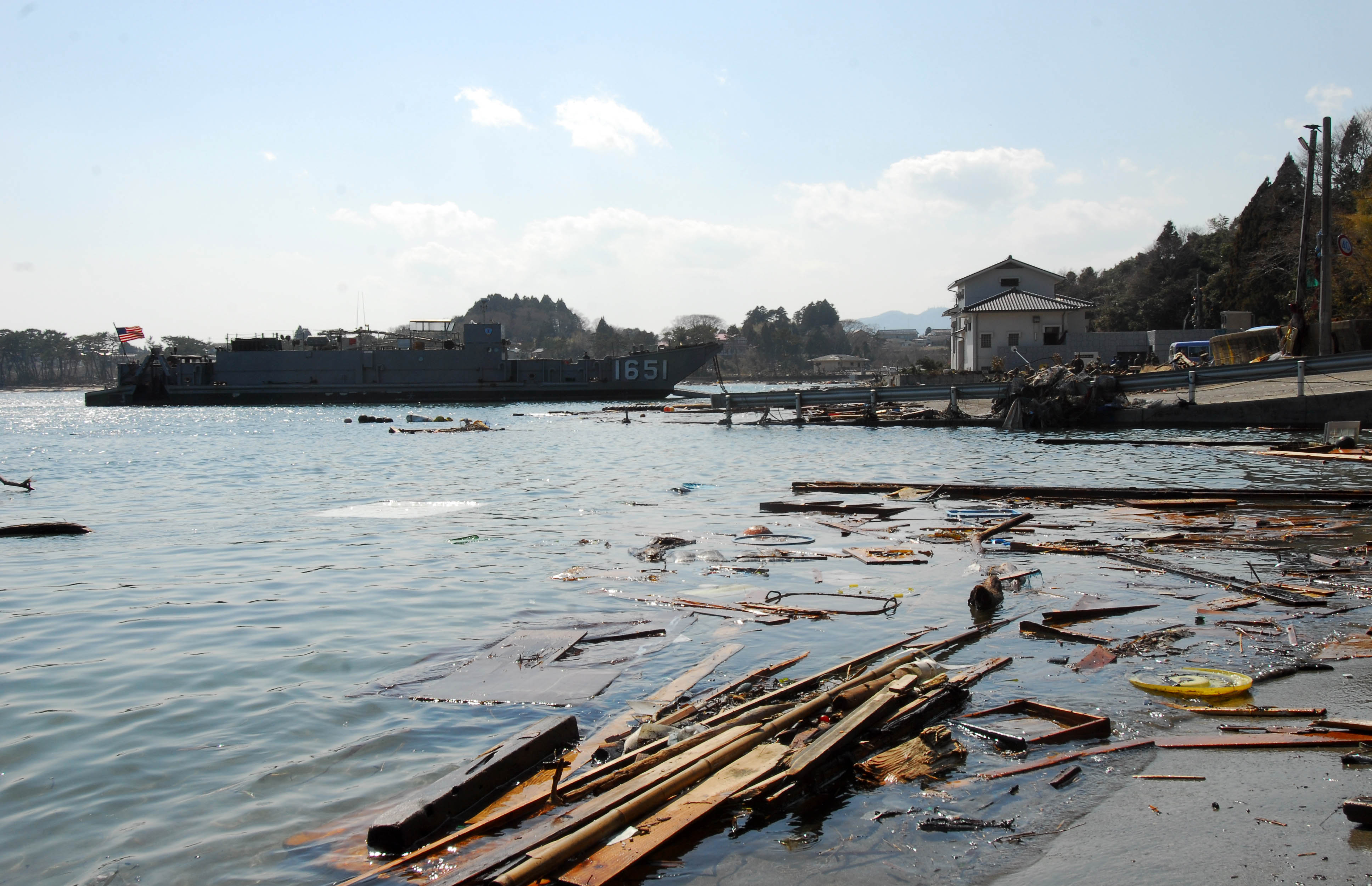
2011年4月1日、「トモダチ作戦」に基づいて、被災地支援のために気仙沼市大島地区で接岸するアメリカ海軍の上陸用舟艇[注釈 1]
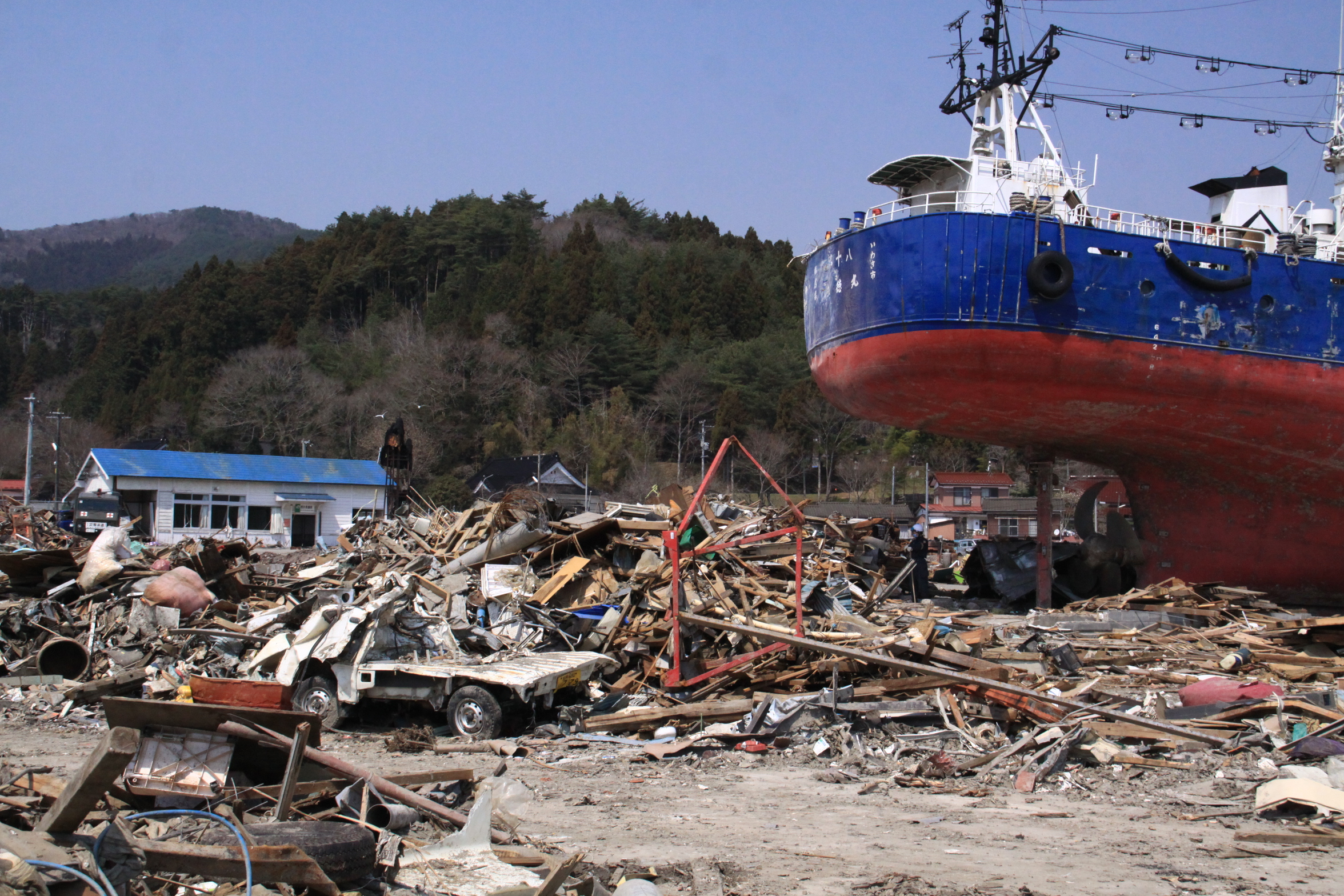
津波に襲われた鹿折唐桑駅（左奥）と大量の瓦礫。右には大型漁船が打ち揚げられている。

## 行政
- 市長：菅原茂（2010年4月30日就任、4期目）

### 歴代市長
| 代                          | 氏名                        | 就任                        | 退任                        | 備考                        |
| 気仙沼市（1953年 - 2006年） | 気仙沼市（1953年 - 2006年） | 気仙沼市（1953年 - 2006年） | 気仙沼市（1953年 - 2006年） | 気仙沼市（1953年 - 2006年） |
| --------------------------- | --------------------------- | --------------------------- | --------------------------- | --------------------------- |
| 1                           | 宮井誠三郎                  | 1953年（昭和28年）6月24日   | 1957年（昭和32年）6月23日   | 元 気仙沼町長               |
| 2                           | 廣野善兵衛                  | 1957年（昭和32年）6月24日   | 1973年（昭和48年）6月23日   | 4期                         |
| 3                           | 菅原雅                      | 1973年（昭和48年）6月24日   | 1993年（平成5年）6月23日    | 5期                         |
| 4                           | 小野寺信雄                  | 1993年（平成5年）6月24日    | 1997年（平成9年）6月23日    |                             |
| 5                           | 鈴木昇                      | 1997年（平成9年）6月24日    | 2006年（平成18年）3月30日   | 3期                         |
| 新 気仙沼市（2006年 - ）    |                             |                             |                             |                             |
| -                           | 鈴木昇                      | 2006年（平成18年）3月31日   | 2006年（平成18年）4月29日   | 市長職務執行者              |
| 1                           | 鈴木昇                      | 2006年（平成18年）4月30日   | 2010年（平成22年）4月29日   | 元 気仙沼市長               |
| 2                           | 菅原茂                      | 2010年（平成22年）4月30日   | 現職                        | 4期目                       |

### 庁舎
- 本庁舎、第二庁舎：八日町一丁目1番1号
- ワン・テン庁舎：八日町一丁目1番10号
- 唐桑総合支所：唐桑町馬場181番地1
- 本吉総合支所：本吉町津谷舘岡10番地
- はまなすの館：本吉町津谷新明戸136

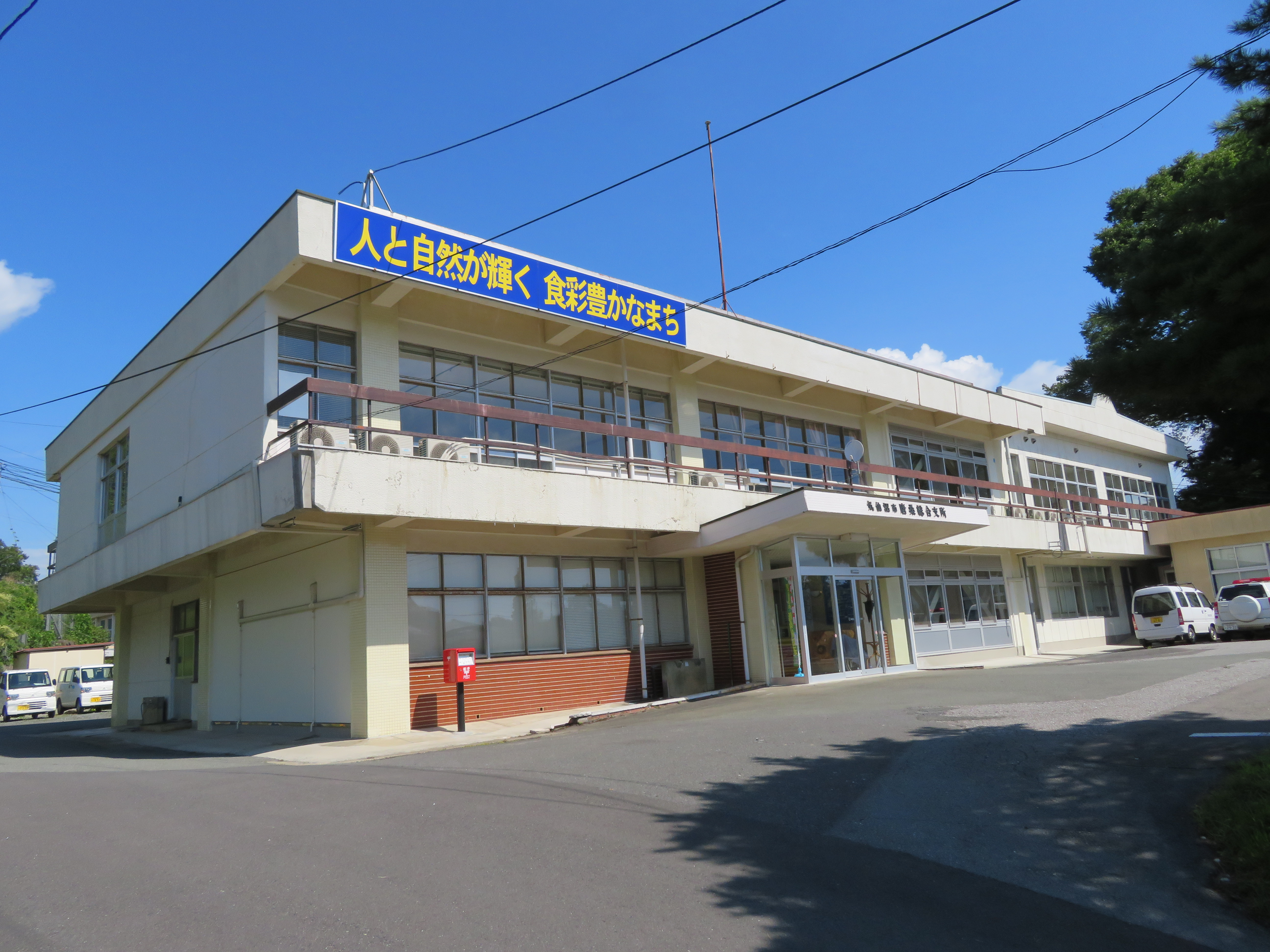
唐桑総合支所（旧唐桑町役場庁舎）
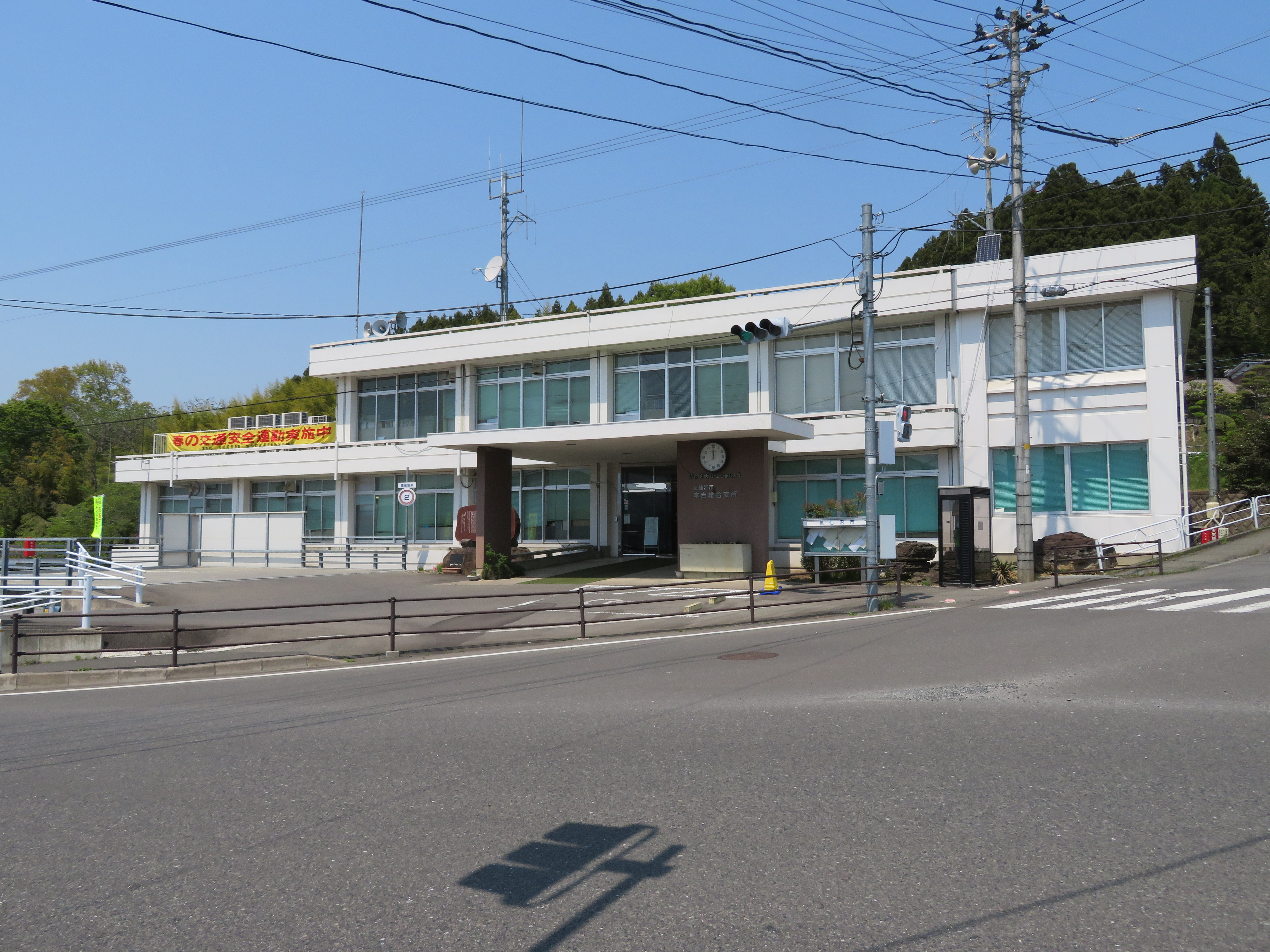
本吉総合支所（旧本吉町役場庁舎）

### 防災無線の音楽
気仙沼では、災害に備えた設備点検も兼ねて、1日4回（6, 12, 18, 21時）に防災無線が鳴る。
- 6時『恋はみずいろ』
- 12時『ウェストミンスターの鐘』
- 18時 交響曲第9番『新世界より』「家路」
- 21時 季節によって音楽が変わる。『赤とんぼ』『もみじ』『かあさんの歌』『トロイカ』『雪の降るまちを』『早春賦』『花』

『夏は来ぬ』『海』『はまらいんや』ほか

### 都市宣言
いずれも旧：気仙沼市で既に宣言されていたものであるが、新市設置後の2006年（平成18年）9月27日に改めて以下の宣言が行われた。
- 非核平和都市宣言[14]
- 交通安全都市宣言
- 「気仙沼スローフード」都市宣言
- 男女共同参画都市宣言
- 魚食健康都市宣言

## 姉妹都市・友好都市

### 国内
- 一関市（岩手県）：1997年（平成9年）5月1日、友好都市提携。
- 栗原市（宮城県）
- 目黒区（東京都）

魚のサンマにまつわる縁（気仙沼は一大産地であり、東京の目黒区は落語の演目『目黒のさんま』の由来地）によって、2010年（平成22年）9月18日、友好都市協定が締結され、締結式として「目黒のさんま祭」が行われた。

### 海外
- プンタレナス市（コスタリカ共和国 プンタレナス州）
- 舟山市（中華人民共和国 浙江省）
- 吉林市昌邑区（中華人民共和国 吉林省）
- シアトル港（アメリカ合衆国 ワシントン州）：気仙沼港との友好港提携。

## 地域

### 人口
| |                                          |  |
| 気仙沼市と全国の年齢別人口分布（2005年） | 気仙沼市の年齢・男女別人口分布（2005年） |  |
| ■紫色 ― 気仙沼市 ■緑色 ― 日本全国 | ■青色 ― 男性 ■赤色 ― 女性                |  |
| 気仙沼市（に相当する地域）の人口の推移 \| 1970年（昭和45年） \| 87,914人 \| \| \| 1975年（昭和50年） \| 90,304人 \| \| \| 1980年（昭和55年） \| 92,246人 \| \| \| 1985年（昭和60年） \| 91,468人 \| \| \| 1990年（平成2年） \| 88,152人 \| \| \| 1995年（平成7年） \| 84,848人 \| \| \| 2000年（平成12年） \| 82,394人 \| \| \| 2005年（平成17年） \| 78,011人 \| \| \| 2010年（平成22年） \| 73,489人 \| \| \| 2015年（平成27年） \| 64,988人 \| \| \| 2020年（令和2年） \| 61,147人 \| \| |                                          |  |
| 総務省統計局 国勢調査より |                                          |  |
| 1970年（昭和45年） | 87,914人                                 |  |
| 1975年（昭和50年） | 90,304人                                 |  |
| 1980年（昭和55年） | 92,246人                                 |  |
| 1985年（昭和60年） | 91,468人                                 |  |
| 1990年（平成2年） | 88,152人                                 |  |
| 1995年（平成7年） | 84,848人                                 |  |
| 2000年（平成12年） | 82,394人                                 |  |
| 2005年（平成17年） | 78,011人                                 |  |
| 2010年（平成22年） | 73,489人                                 |  |
| 2015年（平成27年） | 64,988人                                 |  |
| 2020年（令和2年） | 61,147人                                 |  |

- 2000年国勢調査による都市雇用圏としての気仙沼都市圏の人口は約9万人。
- 『広報けせんぬま』による平成27年（2015年）12月末時点、人口66,733人。
- 平成27年国勢調査より前回調査からの人口増減を見ると、11.57%減の64,988人であり、増減率は県下35市町村中31位。40行政区域中36位。

#### 各地区の人口・世帯数
2022年（令和4年）1月時点の各地区の人口と世帯数。
増減率は3年前の2019年（平成31年）1月時点との比較。
| 地区   | 地区     | 人口     | 人口     | 人口     | 人口    | 世帯       | 世帯    |
| 地区名 | 小地区名 | 男性     | 女性     | 計       | 増減    | 世帯数     | 増減    |
| ------ | -------- | -------- | -------- | -------- | ------- | ---------- | ------- |
| 気仙沼 | 気仙沼   | 6,769人  | 7,500人  | 14,269人 | －7.41% | 7,118世帯  | －3.61% |
| 気仙沼 | 鹿折     | 2,365人  | 2,567人  | 4,932人  | －5.03% | 2,195世帯  | 5.12%   |
| 気仙沼 | 松岩     | 4,020人  | 4,168人  | 8,188人  | －5.75% | 3,605世帯  | 0.11%   |
| 気仙沼 | 新月     | 2,717人  | 2,824人  | 5,541人  | －4.87% | 2,439世帯  | 0.12%   |
| 気仙沼 | 階上     | 1,921人  | 2,027人  | 3,948人  | －4.63% | 1,624世帯  | 0.93%   |
| 気仙沼 | 大島     | 1,110人  | 1,174人  | 2,284人  | －6.43% | 1,024世帯  | ±0%     |
| 気仙沼 | 面瀬     | 2,921人  | 3,077人  | 5,998人  | －5.30% | 2,462世帯  | 0.81%   |
| 気仙沼 | 計       | 21,823人 | 23,337人 | 45,160人 | －5.67% | 20,467世帯 | －0.57% |
| 唐桑   | 中井     | 981人    | 1,035人  | 2,016人  | －8.40% | 766世帯    | －2.04% |
| 唐桑   | 唐桑     | 1,215人  | 1,277人  | 2,492人  | －6.24% | 975世帯    | －0.40% |
| 唐桑   | 小原木   | 550人    | 595人    | 1,145人  | －8.03% | 485世帯    | －2.41% |
| 唐桑   | 計       | 2,746人  | 2,907人  | 5,653人  | －7.38% | 2,226世帯  | －1.41% |
| 本吉   | 小泉     | 669人    | 707人    | 1,376人  | －3.77% | 541世帯    | 0.55%   |
| 本吉   | 津谷     | 2,178人  | 2,240人  | 4,418人  | －7.39% | 1,707世帯  | －2.45% |
| 本吉   | 大谷     | 1,673人  | 1,767人  | 3,440人  | －4.36% | 1,304世帯  | 0.85%   |
| 本吉   | 計       | 4,520人  | 4,714人  | 9,234人  | －5.75% | 3,552世帯  | －0.80% |
| 合計   | 合計     | 29,089人 | 30,958人 | 60,047人 | －5.84% | 26,199世帯 | －0.85% |

## 公的機関

### 警察
宮城県警察
- 気仙沼警察署（管轄：気仙沼市）
  - 鹿折、松岩、新月、階上、大島、唐桑、小原木、本吉、大谷駐在所
- 高速道路交通警察隊気仙沼分駐隊

### 消防
気仙沼・本吉地域広域行政事務組合（管轄：気仙沼市・南三陸町）
- 気仙沼消防署
  - 本吉分署
  - 古町、唐桑、大島出張所

### 医療
- 気仙沼市立病院
- 気仙沼市立本吉病院

## 公共施設
主要施設のみ掲載。
公民館
全13館のうち、11館は直営で2館は指定管理である。
- 気仙沼中央公民館
- 本吉公民館
- 唐桑公民館
- 大谷公民館
- 鹿折公民館
- 新月公民館

- 階上公民館
- 小泉公民館
- 小原木公民館
- 中井公民館
- 松岩公民館（指定管理）
- 面瀬公民館（指定管理）

図書館
気仙沼市立図書館は2館と1館の分室で構成される。
- 気仙沼図書館（ユドヨノ友好こども館）
  - 気仙沼図書館唐桑分室（唐桑コミュニティ図書室）
- 本吉図書館

文化施設
- 気仙沼市民会館
  - 大ホール　客席：1,057席（うち車いす5席）

主な運動施設
- 気仙沼市総合体育館（ケー・ウエーブ）
- 気仙沼市営野球場
- 気仙沼市南運動広場
- 本吉総合体育館
- 唐桑運動場

## 経済・産業
漁業・水産業と観光が中心である。東日本大震災後は、ほぼ日刊イトイ新聞が支社を設け、糸井重里の助言を受けてセーター製造会社が起業されるなど新しい動きが見られる。

### 漁業・水産業

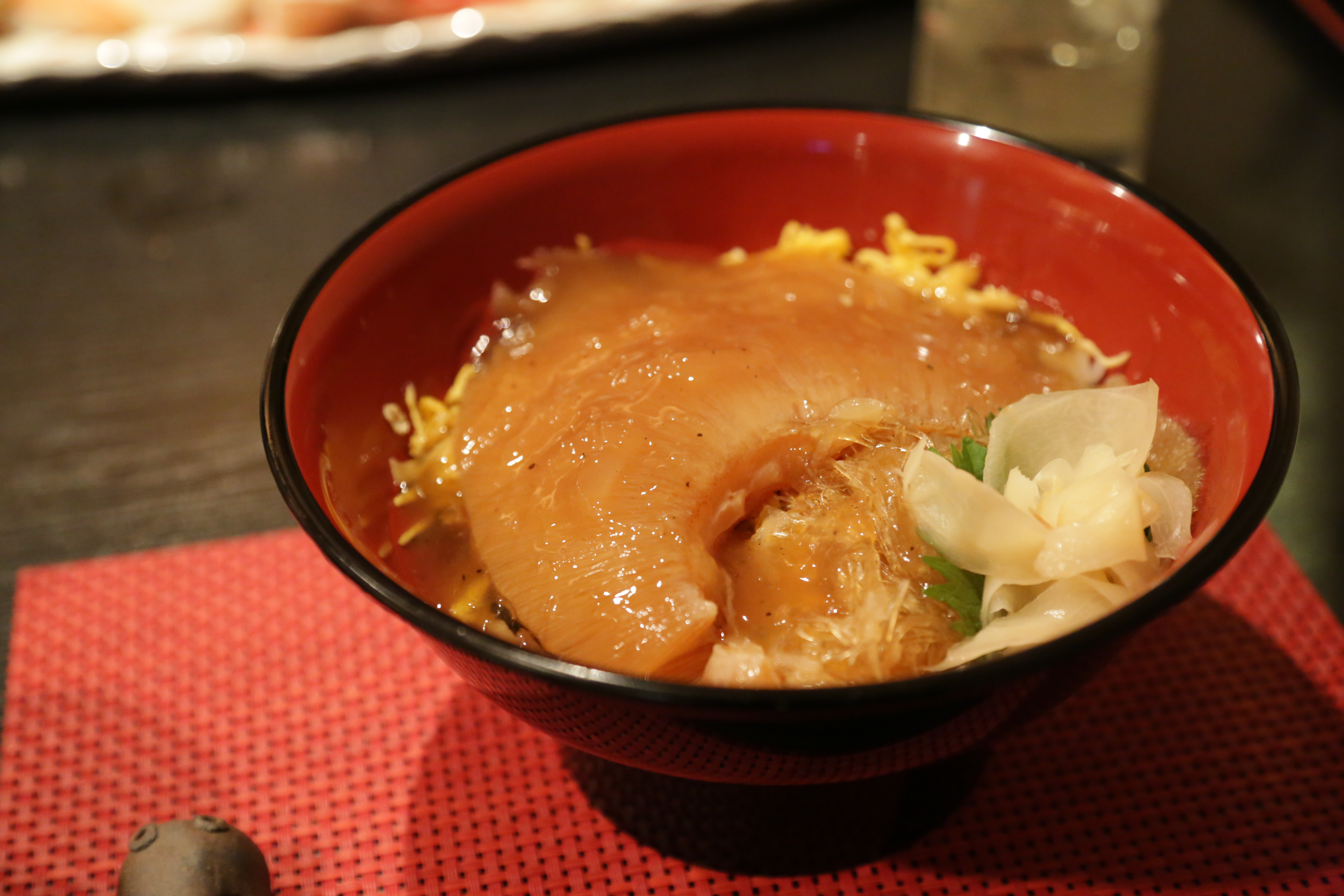
ふかひれ丼（2016年11月）

マグロ、カツオ、サンマは、全国有数の水揚げ高を誇る。ふかひれ（鱶鰭）の産地としても有名であり、水揚げ量は日本一である。市中心部には水産加工団地が発達している。牡蠣やホタテの養殖でも知られている。

#### 漁港
施設
- 特定第3種漁港
  - 気仙沼漁港（けせんぬま ぎょこう）：気仙沼港（気仙沼市港）。
- 第2種漁港 (cf.)
  - 小鯖漁港（こさば ぎょこう）：唐桑町。
  - 鮪立漁港（しびたち ぎょこう）：唐桑町。
  - 松岩漁港（まついわ ぎょこう）
  - 波路上漁港（はじかみ ぎょこう）
  - 浦の浜漁港（うらのはま ぎょこう）：大島。
  - 日門漁港（ひかど ぎょこう）：本吉町。

### 商業・観光
小売業では、複数の商店街と、イオン気仙沼店などの大型店、郊外店がある。
店舗を含む海岸近くの市街地は、東日本大震災による津波で大きな被害を受けた。地元住民向けの小売・飲食機能の回復と市外からの観光客誘致を兼ねて、商業施設や復興商店街（下記参照）が新たに整備されている。前者では、2011年12月に「気仙沼さかなの駅」が、2014年に「気仙沼 海の市」（店舗のほかシャークミュージアムや氷の水族館で構成）が、2017年11月に「南町紫神社前商店街」が、2018年には内湾地区に「迎」（むかえる）が開業した。
なお、「気仙沼さかなの駅」については施設の老朽化等により、2023年1月15日で営業を終了することになり、大半のテナントの店舗は市内で個別に営業を続けることになった。

#### 震災後の仮設商業施設
復興屋台村・復興商店街

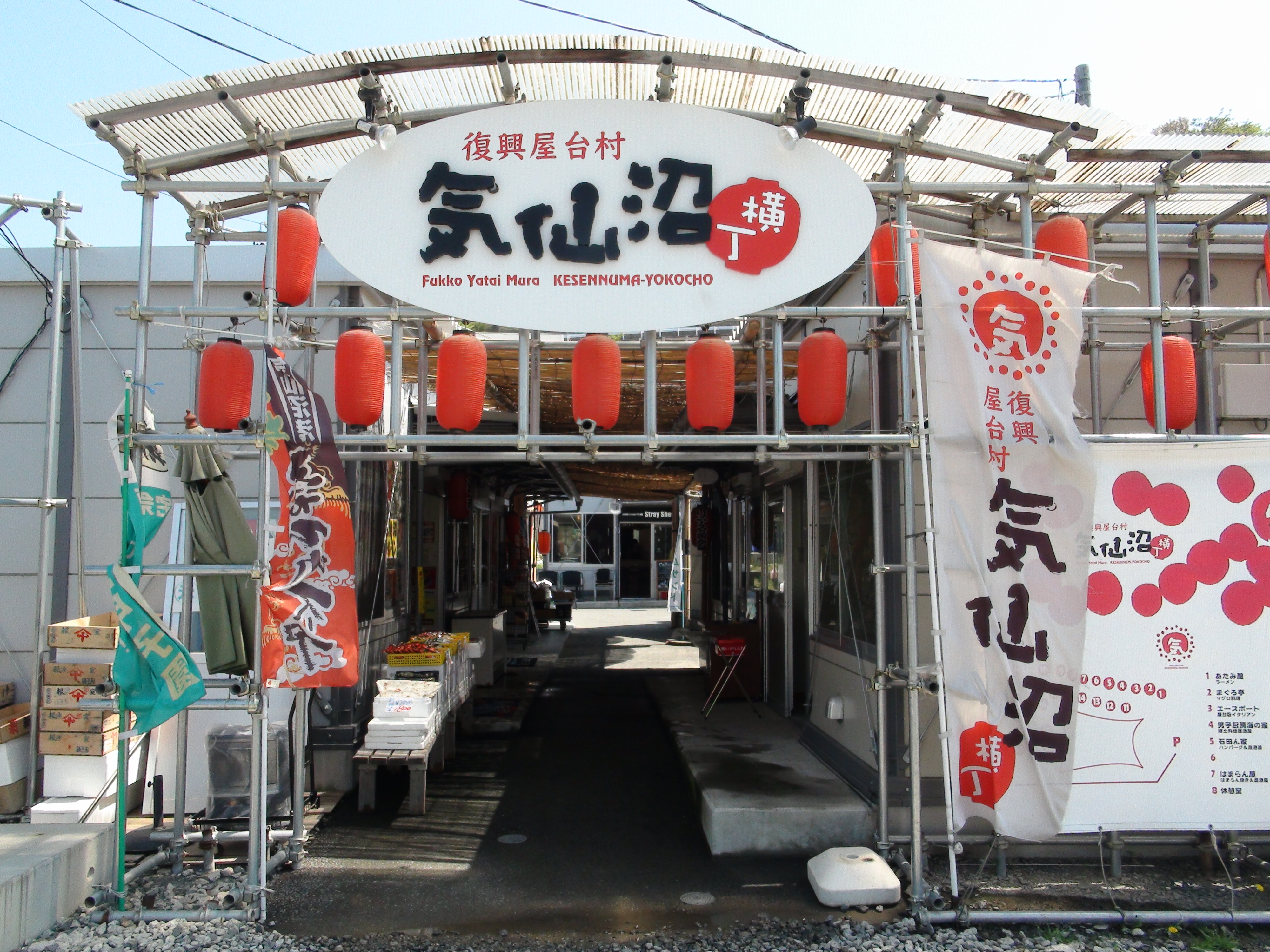
復興屋台村気仙沼横丁（2015年4月30日撮影）

東日本大震災被災により、気仙沼市全域の飲食店の7割が津波により店舗を失った。気仙沼市では被災を受けた飲食店の仮設店舗集合施設が市内各所に設けられ、事業再開に向けた活動が行われていた。屋台村は、2017年3月20日をもって閉鎖された。
南町紫市場・気仙沼復興商店街
気仙沼市南町地区にて商店街運営をしていた。いろはにほへとちの言葉から、イ館～チ館と建物があった。主なものとしてイ館に理想産業・特急寿司、ロ館にとんかつ勝子、ハ館に焼肉牛べぇ、二館に福建楼、ホ館にあさひ鮨、ヘ館に揚げたてコロッケ屋、ト館に〇安、チ館にクボタスポーツがあった。2017年4月に閉鎖され、店舗は前記の「南町紫神社前商店街」に再出店した。

#### サメまち気仙沼
前述のように、ふかひれ生産やそれに加工されるサメの水揚げが多いことから、「サメまち気仙沼」という地域おこしに取り組んでいる。食品としての加工や水族館での展示に加えて、サメ皮製品の専門店もある。

### 再生可能エネルギー
バイオマス発電など再生可能エネルギーによる電力を調達して供給する「気仙沼グリーンエナジー」が市と民間企業の出資で設立され、2019年10月から電力供給を開始した。

## 情報・生活
マスメディア
- 三陸新報 - 宮城県北東部の気仙沼市と本吉郡をエリアとする地方新聞
- 気仙沼ケーブルネットワーク（略称: K-NET） - ケーブルテレビ局
- ラヂオ気仙沼（愛称：ぎょっとエフエム）-コミュニティFMラジオ局
- 「浜らいん」- 情報誌。創刊号は2010年11月号（税込300円）

## 教育
ESD（持続可能な開発のための教育）が積極的に学校教育に取り入れられており、全ての小中学校および気仙沼高等学校がユネスコスクールに加盟している。

### 専門学校
- 宮城県立気仙沼高等技術専門校
- 気仙沼市立病院付属看護専門学校

### 高等学校
- 宮城県気仙沼高等学校
- 宮城県気仙沼向洋高等学校
- 宮城県本吉響高等学校
- 東陵高等学校

※以下は廃校（新制 気仙沼市以降）
- 気仙沼女子高等学校（2012年新入生募集停止・2014年閉校）
- 宮城県気仙沼西高等学校（2018年気仙沼高校へ統合）

### 中学校
気仙沼中学校、松岩中学校、松岩小学校は、文部科学省が推進する「学力向上フロンティア」指定校（フロンティアスクール）である。
- 気仙沼市立気仙沼中学校
- 気仙沼市立鹿折中学校
- 気仙沼市立松岩中学校
- 気仙沼市立面瀬中学校
- 気仙沼市立新月中学校

- 気仙沼市立階上中学校
- 気仙沼市立唐桑中学校
- 気仙沼市立津谷中学校
- 気仙沼市立大谷中学校

※以下は廃校（新制 気仙沼市以降）
- 気仙沼市立小原木中学校（2015年・唐桑中学校へ統合）
- 気仙沼市立小泉中学校（2017年・津谷中学校へ統合）
- 気仙沼市立大島中学校（2022年・鹿折中学校へ統合）
- 気仙沼市立条南中学校（2024年・気仙沼中学校へ統合）

### 小学校
- 気仙沼市立気仙沼小学校
- 気仙沼市立九条小学校
- 気仙沼市立鹿折小学校
- 気仙沼市立松岩小学校
- 気仙沼市立面瀬小学校
- 気仙沼市立新城小学校

- 気仙沼市立月立小学校
- 気仙沼市立階上小学校
- 気仙沼市立大島小学校
- 気仙沼市立唐桑小学校
- 気仙沼市立津谷小学校
- 気仙沼市立大谷小学校

※以下は廃校（新制 気仙沼市以降）
- 気仙沼市立南気仙沼小学校（2012年・気仙沼小学校へ統合）
- 気仙沼市立浦島小学校（2013年・鹿折小学校へ統合）
- 気仙沼市立落合小学校（2014年・新城小学校へ統合）
- 気仙沼市立白山小学校（2015年・鹿折小学校へ統合）
- 気仙沼市立馬龍小学校（2017年・津谷小学校へ統合）

- 気仙沼市立小原木小学校（2018年・唐桑小学校へ統合）
- 気仙沼市立水梨小学校（2019年・松岩小学校へ統合）
- 気仙沼市立小泉小学校（2024年・津谷小学校へ統合）
- 気仙沼市立中井小学校（2024年・唐桑小学校へ統合）

### 特別支援学校
- 宮城県立気仙沼支援学校

### 未就学児施設
認可保育所（市立・私立）
- 内の脇保育所
- かやの実保育所
- 牧沢きぼう保育所
- 崎浜保育所
- 階上保育所
- 新月保育所

- 唐桑保育所
- 津谷保育所
- 気仙沼第二保育所（宗教法人少林寺）
- 新生保育園（社会福祉法人新生会）
- けせんぬまおひさま保育園（株式会社さとみ）

認定こども園（市立・私立）
- 鹿折こども園
- 葦の芽星谷幼稚園（学校法人あしのめ学園）

幼稚園（市立・私立）
- 唐桑幼稚園
- 松圃幼稚園
- 津谷幼稚園
- 小泉幼稚園

- 大谷幼稚園
- 愛耕幼稚園（学校法人愛耕学園）
- 気仙沼カトリック幼稚園（東北カトリック学園）
- 葦の芽幼稚園（学校法人あしのめ学園）

### 学校教育以外の施設
児童館
- 気仙沼児童センター（気仙沼図書館と併設）
- 大島児童館
- 鹿折児童館
- 赤岩児童館
- 鮪立児童館

自動車教習所
- 気仙沼中央自動車学校

## 郵便・物流

### 郵便
郵便局
- 気仙沼郵便局（集配局）
- 津谷郵便局（集配局）
- 気仙沼田中前郵便局
- 気仙沼九条郵便局
- 気仙沼古町郵便局
- 松岩郵便局
- 陸前階上郵便局
- 馬籠郵便局

- 小原木郵便局
- 大谷郵便局
- 唐桑郵便局
- 大島郵便局
- 気仙沼仲町郵便局（気仙沼魚市場前郵便局から改称。2021年5月19日営業再開）[34]
- 気仙沼鹿折郵便局
- 気仙沼南町郵便局
- 陸前小泉郵便局

簡易郵便局
- 中井簡易郵便局
- 大浦簡易郵便局
- 新城簡易郵便局

- 月立簡易郵便局
- 前木簡易郵便局
- 東中才簡易郵便局

### 物流
- ヤマト運輸
  - 気仙沼田中前センター、気仙沼階上センター、気仙沼南町センター
- 佐川急便：気仙沼営業所
- 日本通運：気仙沼支店
- 福山通運：気仙沼営業所

## 交通

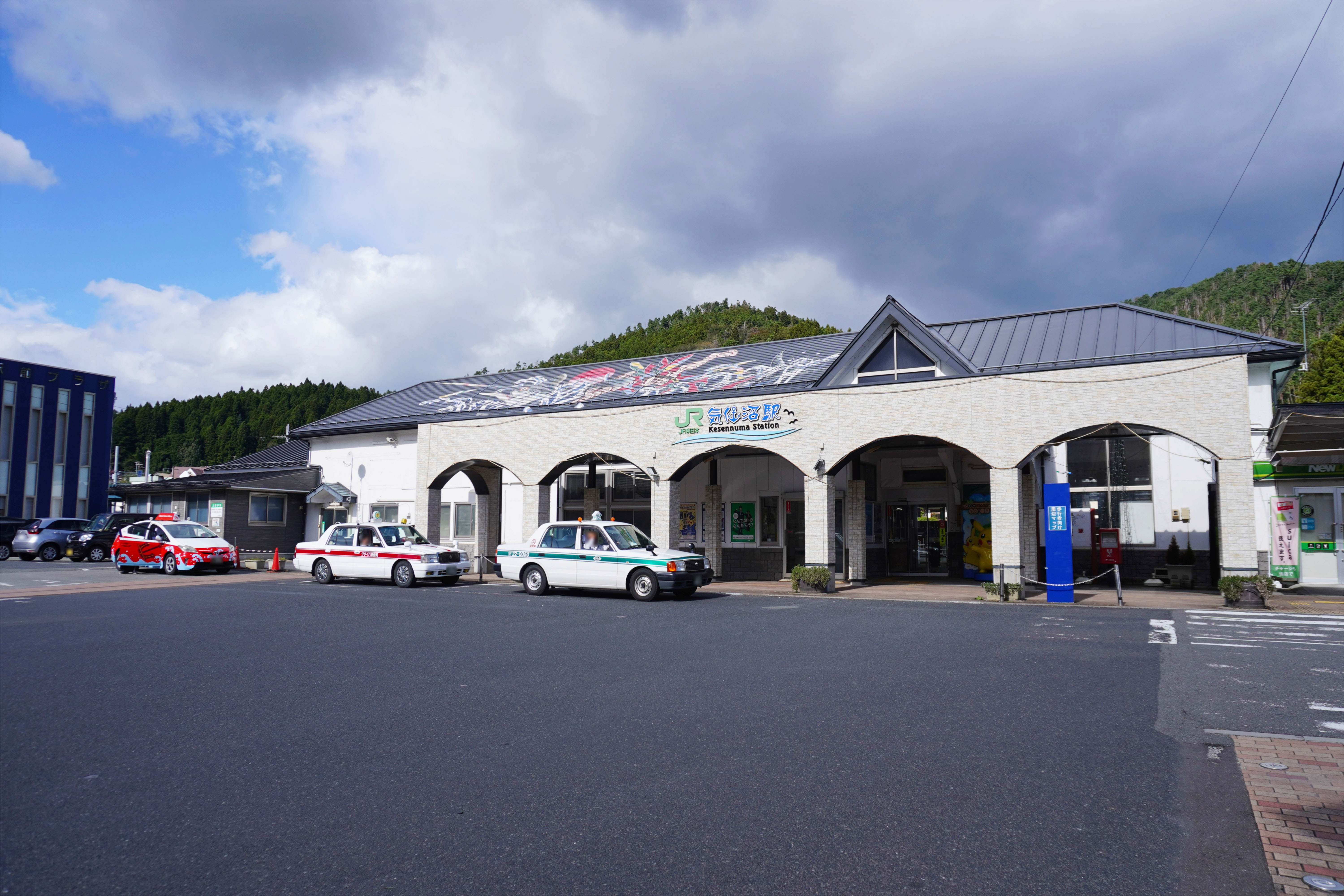
気仙沼駅（2023年10月）

### 鉄道
- 東日本旅客鉄道（JR東日本）
  - ■ 大船渡線（ - 気仙沼駅）
    - 隣駅の新月駅の駅名は気仙沼市の地名に由来するが、駅の所在地は岩手県一関市室根町である。
    - 東日本大震災による路線被災に伴い、気仙沼駅以外は営業休止後、接続する鉄道路線が廃止され、バス高速輸送システム（BRT）で運行している。

### バス

#### 高速バス
- 池袋 - 釜石（けせんライナー）（岩手県交通〔国際興業バスは予約・発券支援のみ〕）：池袋駅西口（東京）- 一関駅・千厩経由で気仙沼へ。
- 仙台 - 釜石線（宮城交通[注釈 2]）：陸前高田・大船渡・釜石方面も気仙沼から乗降車可能。
- 仙台 - 気仙沼・宮古線（岩手県北バス・宮城交通）：陸中山田・宮古方面も気仙沼から乗降車可能。
- 仙台 - 南三陸・気仙沼線（ミヤコーバス）：（三陸道 志津川IC）- 志津川（南三陸町）経由で気仙沼へ。

#### 路線バス
- 岩手県交通
  - 特急大船渡 - 一関線：一関駅前 - 薄衣・千厩経由で気仙沼へ。
  - 一関 - 千厩・気仙沼線：一関駅前 - 薄衣・千厩経由で気仙沼へ。
- ミヤコーバス
  - 大沢線、松岩線、鹿折線、新月線、大島線、九条線、御崎線、三陸線、本吉川内線、本吉内陸線
- 市内循環バス
  - 市内中央循環線
- 乗合タクシー　
  - 上廿一線、金成沢線、羽田線、本吉三陸線

#### バス高速輸送システム (BRT)
- 東日本旅客鉄道（JR東日本）
  - ■ 大船渡線BRT
    - 盛方面（気仙沼駅 - 内湾入口（八日町）駅 - 鹿折唐桑駅 - 八幡大橋（東陵高校）駅 - 唐桑大沢駅 - ）
    - 上鹿折方面（気仙沼駅 - 鹿折唐桑駅 - 上鹿折駅）

  - ■ 気仙沼線BRT
    - 蔵内駅 - 陸前小泉駅 - 本吉駅 - 小金沢駅 - 大谷海岸駅 - 大谷まち駅 - 陸前階上駅 - 最知駅 - 岩月駅 - 松岩駅 - 赤岩港駅 - 南気仙沼駅 - 不動の沢駅 - 東新城駅 - 気仙沼駅
    - 本吉駅 - （途中停車駅は上記と同じ） - 松岩駅 - 気仙沼市立病院駅 - 南気仙沼駅 - （途中停車駅は上記と同じ）  - 気仙沼駅

### 道路

#### 高規格幹線道路（高速道路）
国土交通大臣指定に基づく高規格幹線道路（一般国道の自動車専用道路）
- E45 三陸沿岸道路
  - 一般国道45号歌津本吉道路（ - 小泉海岸IC - 本吉津谷IC）
  - 一般国道45号本吉気仙沼道路（本吉津谷IC - 大谷海岸IC - 岩井崎IC - 気仙沼中央IC）
  - 一般国道45号気仙沼道路（気仙沼中央IC - 気仙沼港IC - 浦島大島IC - 気仙沼鹿折IC - 唐桑半島IC）
  - 一般国道45号唐桑道路（唐桑半島IC - 唐桑小原木IC）
  - 一般国道45号唐桑高田道路（唐桑小原木IC - 大沢防災PA）

#### 一般国道
- 国道45号
- 国道284号
- 国道346号

#### 県道
主要地方道
- 宮城県道5号気仙沼港線
- 宮城県道・岩手県道18号本吉室根線
- 宮城県道26号気仙沼唐桑線
- 宮城県道・岩手県道34号気仙沼陸前高田線
- 宮城県道65号気仙沼本吉線

一般県道
- 宮城県道206号馬籠志津川線
- 宮城県道209号上八瀬気仙沼線
- 宮城県道211号上鹿折停車場線
- 宮城県道218号大島浪板線
- 宮城県道233号馬籠東和線
- 宮城県道239号馬場只越線

### 船舶
- 大島汽船
  - 遊覧船：気仙沼（観光船桟橋）、大島（浦の浜）から気仙沼湾内をクルージングする遊覧船が季節運航されている。

※かつては、気仙沼（観光船桟橋）・大島（外浜）・唐桑（鮪立、小鯖）を結ぶ唐桑航路があったが、利用者数の減少などから2007年（平成19年）に廃止。気仙沼（観光船桟橋） - 大島（浦の浜）を結ぶ大島航路は、気仙沼大島大橋の開通に伴い、2019年4月7日をもって運行を終了・廃止となった。

## 観光地・祭事

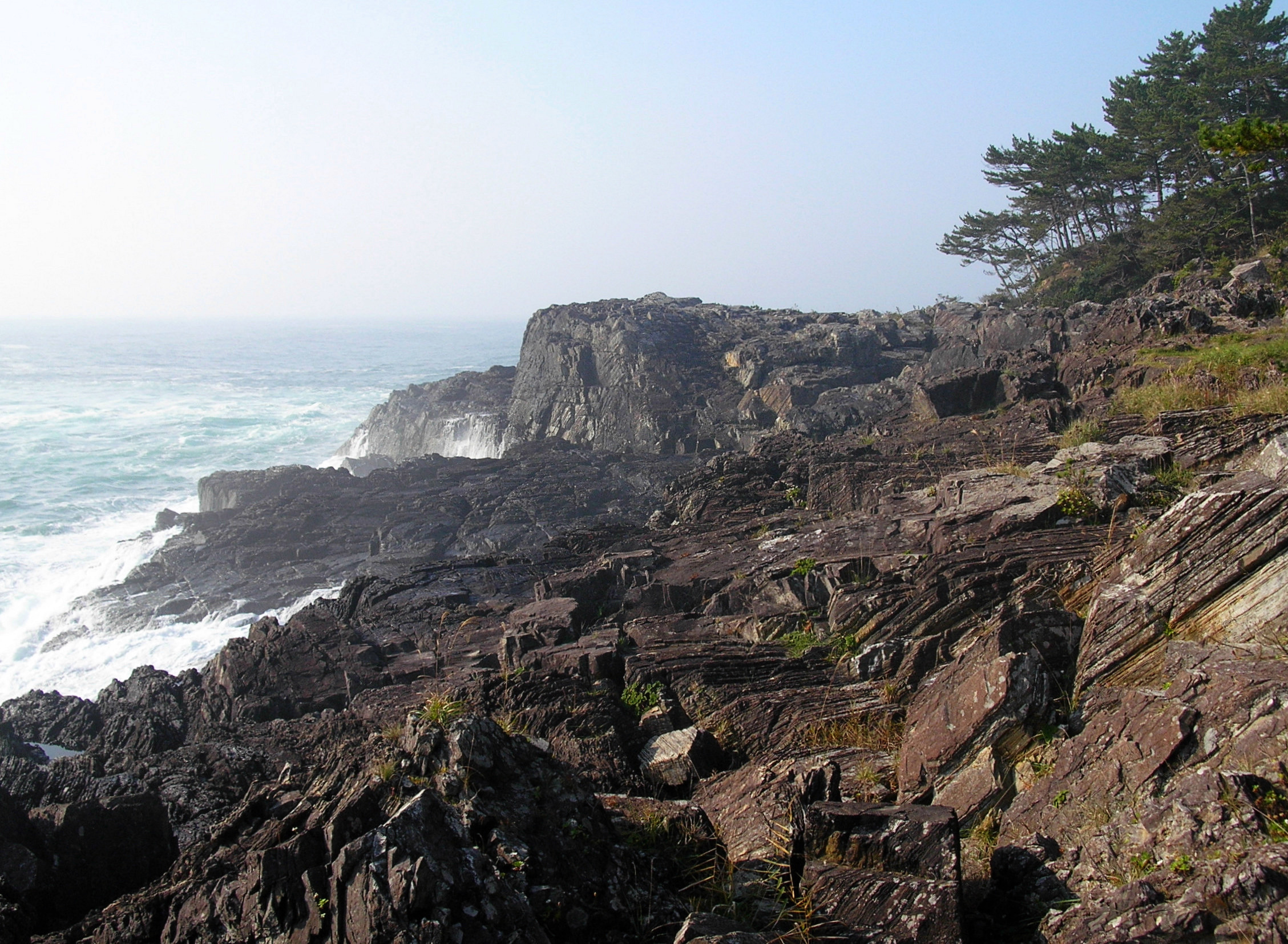
御崎

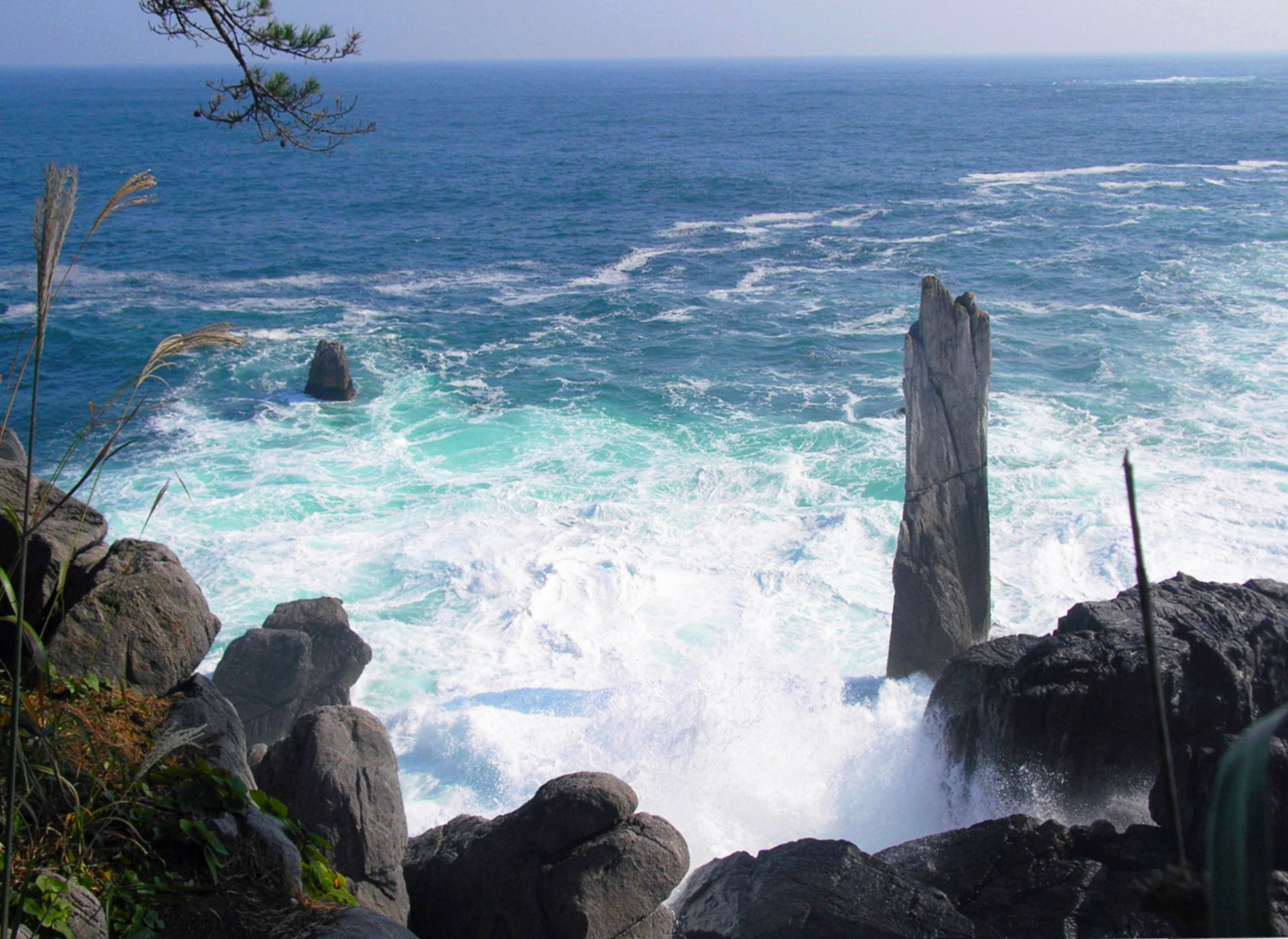
巨釜

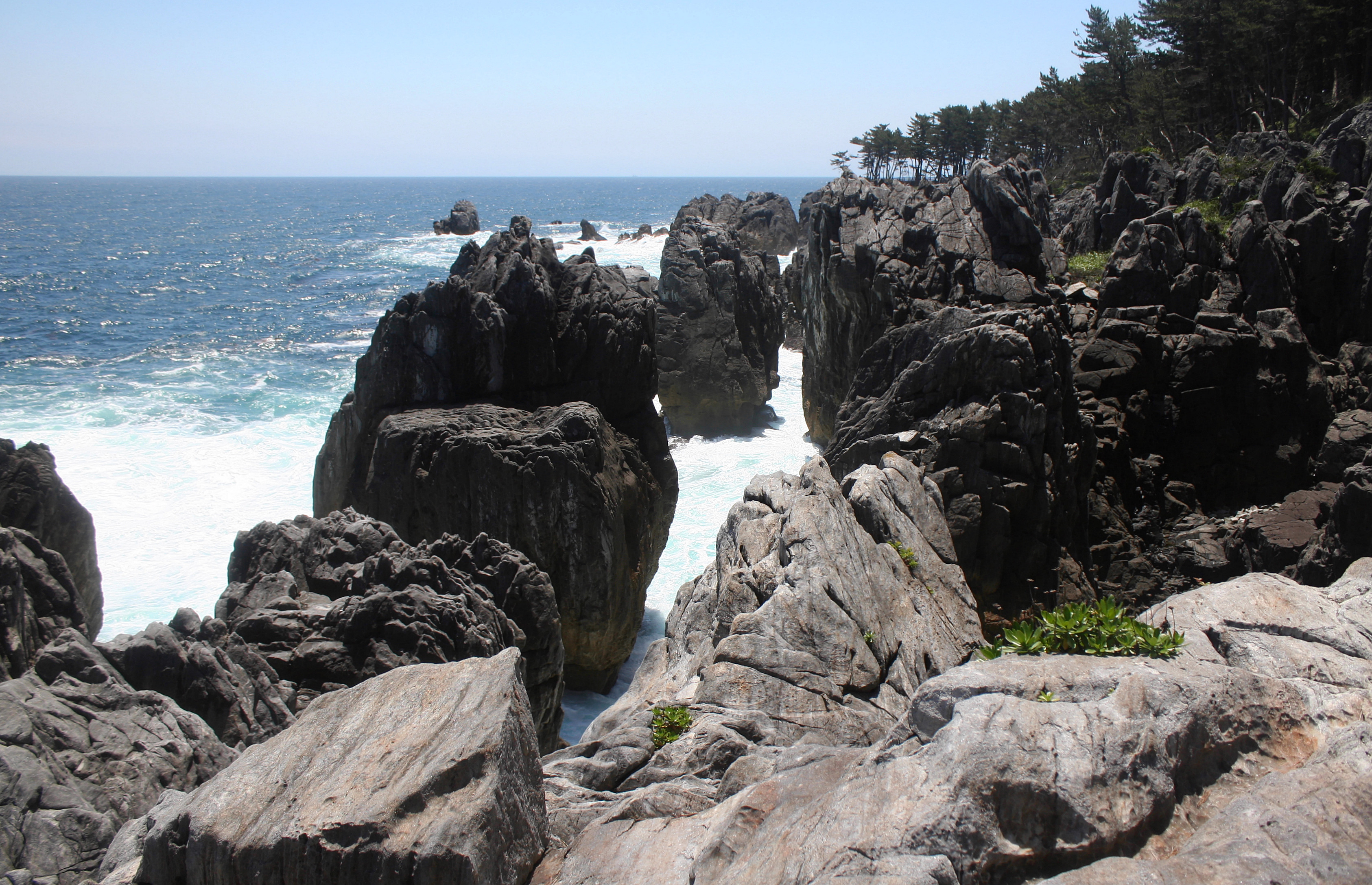
半造

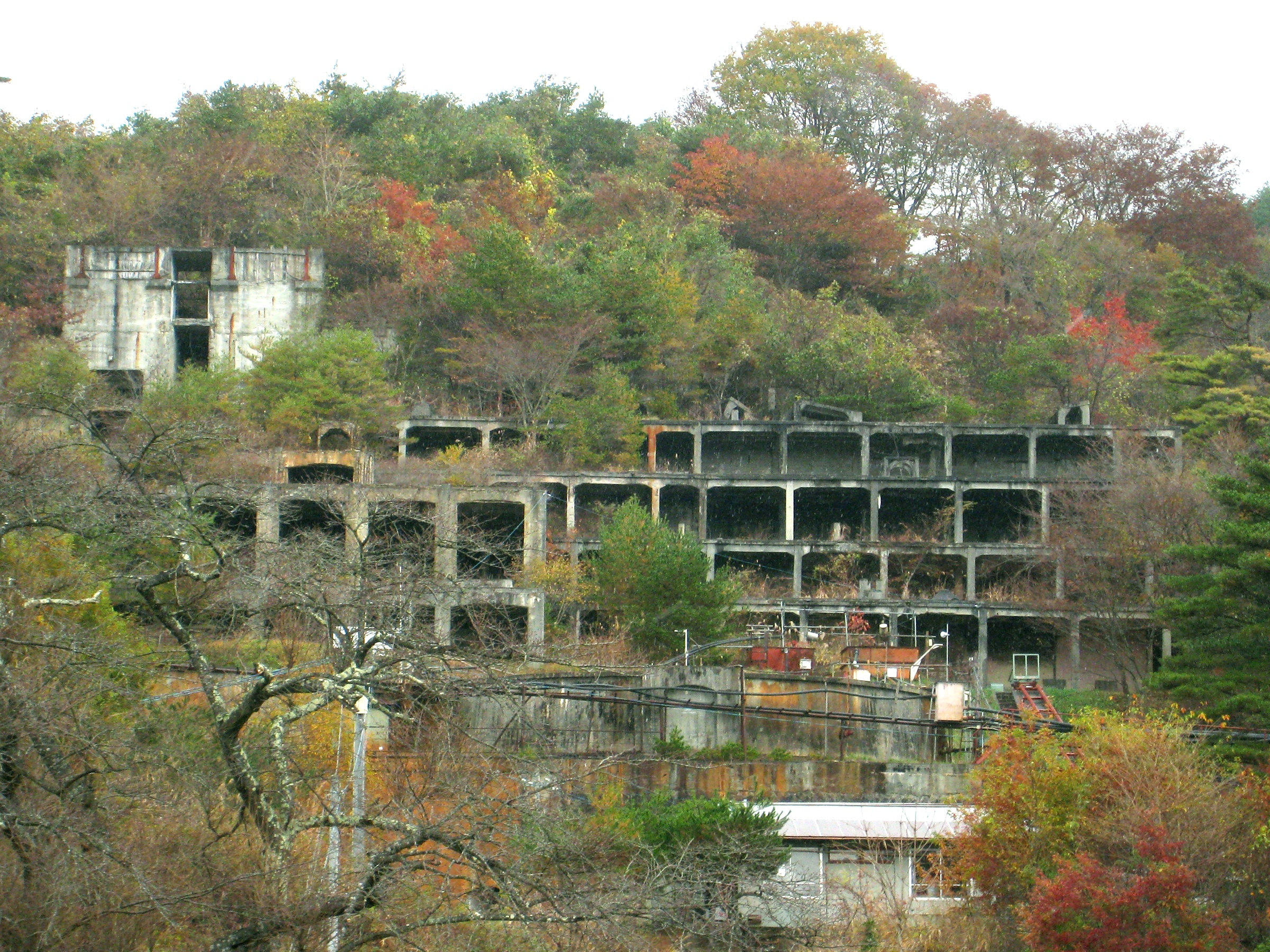
大谷鉱山跡地

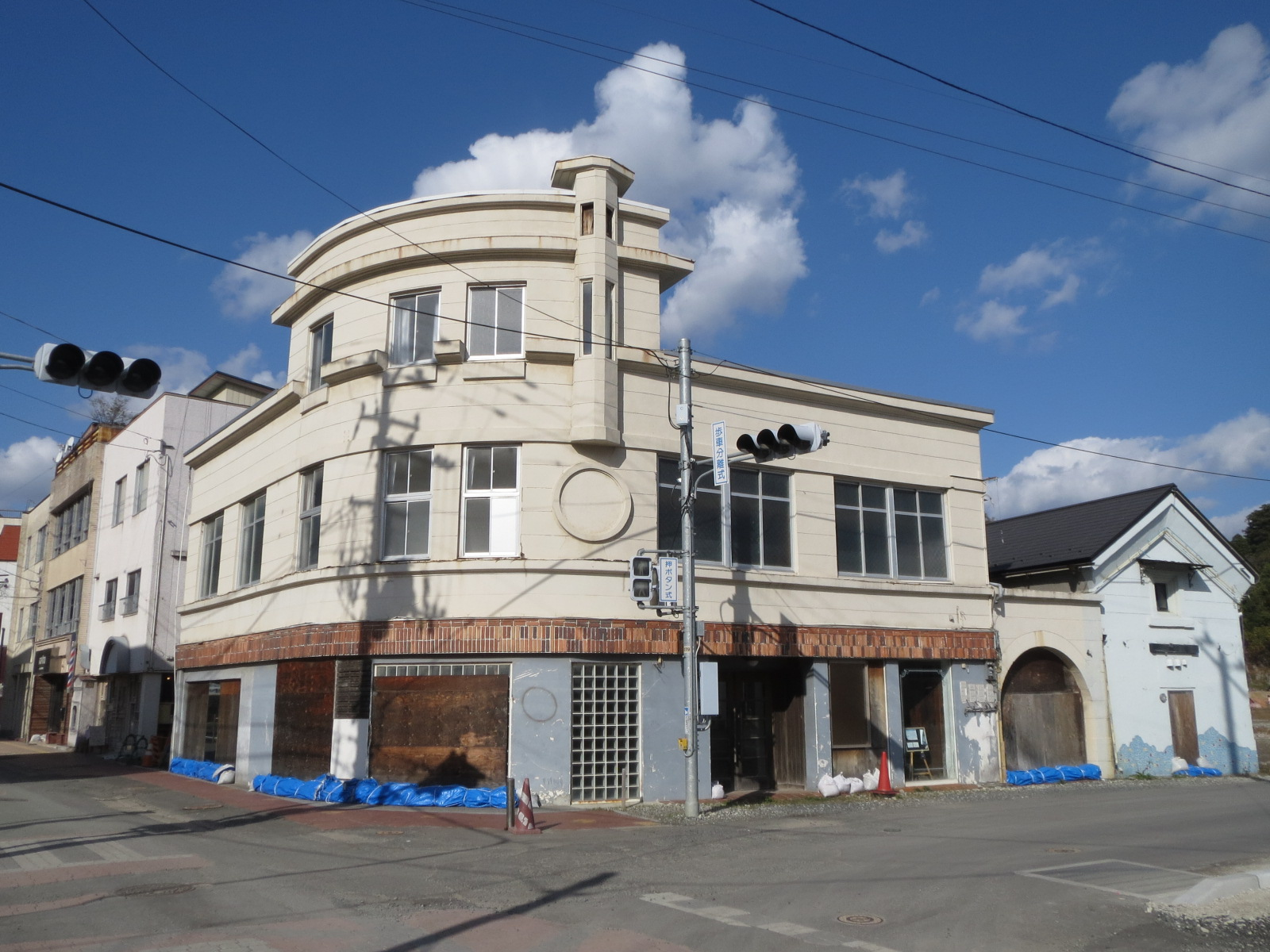
千田家住宅・主屋

### レジャー
- 休暇村気仙沼大島
- 大谷海水浴場
- 小泉海水浴場

### 観光
- リアス・アーク美術館：石山修武設計[注釈 3]
- 大島
  - 十八鳴浜（くぐなりはま）
  - 小田の浜海水浴場
- お伊勢浜海水浴場
- 竜舞崎
- 岩井崎
- 内湾
- 神明崎
- 安波山
- 早馬山
- 唐桑半島ビジターセンター
- 巨釜半造
- 御崎 (宮城県)
- 大理石海岸
- 徳仙丈山 - ツツジの群生地
- 市民の森
- 前浜貝塚
- 田柄貝塚
- 田束山
  - 田束経塚群
- 鹿折金山資料館（鹿折金山、モンスターゴールド）
- 大谷鉱山
  - 気仙沼市大谷鉱山歴史資料館
- 道の駅大谷海岸（はまなすステーション）
- 千田家住宅（登録有形文化財）
- 旧月立小学校校舎（登録有形文化財）
- モーランド・本吉（観光牧場）[35]
- 氷の水族館
- 気仙沼市東日本大震災遺構・伝承館（震災遺構、旧：宮城県気仙沼向洋高等学校校舎）

### 祭り
- 徳仙丈つつじ祭り
- 気仙沼みなとまつり：海の道、内湾、ほかにて、8月第1日曜とその前日に開催。
- 小泉川夏祭り
- けせんぬまサンマまつり：船員憩いの広場（朝市広場）にて、9月第3日曜に開催。
- 気仙沼サンマフェスティバル：サンマまつりを発端とする音楽イベント。2012年より10上旬に開催。
- お米フェスティバル：気仙沼市民の森にて、10月第2日曜に開催。
- 気仙沼地方産業まつり：気仙沼市魚市場にて、10月第4土曜・日曜。
- 本吉町産業まつり
- 気仙沼市民文化祭：気仙沼市民会館・中央公民館ほかにて、10月中旬から11上旬にかけて開催。
- 田束山石像公園祭り
- 大谷シーサイドフェスタ
- マンボウサンバ大会
- 気仙沼市長杯サーフィンコンテスト
- 羽田のお山がけ：旧暦8月15日・16日、2000年（平成12年）12月27日、国の重要無形民俗文化財指定。
- 早稲谷鹿踊り
- 新城田植踊
- 廿一田植踊
- 山田大名行列：市指定無形文化財。

### ホヤぼーや
- 「ホヤぼーや」市の観光PRキャラクター。ご当地キャラ、ゆるキャラ

### みなと気仙沼大使
- 「みなと気仙沼大使」市出身者、ゆかりのある人物が任命される。旧：「リアスさんりく気仙沼大使」

## 気仙沼を舞台にした作品
ドラマ
- 「続・思えば遠くへ来たもんだ」1981年10月　TBS系列（古谷一行）
- 「終着駅シリーズ 第12作 夜行列車」2000年2月　テレビ朝日系列（片岡鶴太郎）
- 連続テレビ小説「おかえりモネ」2021年度前期　NHK

映画
- 「ただいま、つなかん」2023年2月25日（語り：渡辺謙）

漫画
- 「えがっス！気仙沼水産」1997年アクションコミックス 双葉社（ながしま超助著）

音楽
- 「気仙沼小唄」作詩：菊地勤、作曲：栗原勉、振付：舞踊家 石井漠　1951年7月4日[36]
- 「気仙沼音頭」作詩：浅野健二監修、気仙沼音頭制作委員会、作曲：武田忠一郎、歌手：三橋達也　1968年[37]
- 「はまらいんや」
- 「唐桑半島」作詩：つかたかし、作曲：みさきいちろう、編曲：隼トシヒデ、歌手：北野都　2014年9月2日 / 音楽プロデュース：小松砂津男（唐桑町小鯖出身）
- 「気仙沼哀歌（エレジー）」作詩：みうらひろみつ　作曲：みさきいちろう、歌手：北野都）
- 「春夏秋冬・気仙沼」作詩：みうらひろみつ、作曲：みさきいちろう、歌手：北野都　2021年5月14日
- 「KESENNUMA SONGS〜復興の音魂〜10Years History」2021年10月　CD3枚組コンピレーション・アルバム
- 「望郷気仙沼みなと」「面瀬夢桜」歌手: 伊東たかひろ　2024年9月

### 気仙沼が登場する作品
- 港町ブルース　森進一　1969年4月15日（2番：宮古・釜石、気仙沼）

## 出身著名人
政治
- 小山東助 - 衆議院議員、思想家（1879生）
- 菊池福治郎 - 衆議院議員（1925生）
- 日出英輔 - 参議院議員、農林水産省農蚕園芸局長（1941生）
- 菅野哲雄 - 衆議院議員（1948生）
- 小野寺五典 - 衆議院議員、防衛大臣、 外務副大臣（1960生）
- 畠山孝 - 宮城県議会議長、唐桑町長 （1916生）
- 小野寺信雄 - 宮城県議会議長、市長（1925生）

研究・教育
- 鮎貝房之進 - 言語学者、歴史学者（1864生）
- 上坂酉三 - 商学博士、早稲田大学名誉教授、日本貿易学会会長（1888生）
- 佐々木宏幹 - 宗教人類学者、駒澤大学名誉教授（1930生）
- 守屋洋 - 中国文学者、SBI大学院大学教授（1932生）
- 藤村和男 - 教育学者、教科書研究センター研究部長（1936生）
- 川島秀一 - 民俗学者、東北大学災害科学国際研究所教授（1952生）
- 長峯純一 - 関西学院大学教授、副学長（1957生）

経済
- 尾形英夫 - 編集者、徳間書店常務（1933生）
- 熊谷満 - 東北電力副社長、ユアテック社長・相談役（1941生）
- 畠山重篤 - 養殖漁業家、「森は海の恋人」代表、著述家（1943生）
- 小野寺重之 - Jリーグ 柏レイソル社長（1947生）
- 村上教行 - イオン 顧問、イオン東北代表（1951生）
- 小山勝弘 - アルインコ元社長（1965生）

文学・芸術
- 落合直文 - 歌人、国文学者、浅香社結成（1861生）
- 鮎貝房之進 - 歌人、言語学・歴史学者（1864生）
- 熊谷武雄 - 歌人（1883生）
- 熊谷龍子 - 歌人（1943生）
- 梶原さい子 - 歌人、葛原妙子賞受賞（1971生）
- 水上不二 - 詩人、童話作家（1904生）
- 梶原しげよ - 詩人（1920生）
- 小山歩 - 作家、日本ファンタジーノベル大賞優秀賞（1980生）
- 大友信彦 - スポーツライター（1962生）
- 生島淳 - スポーツジャーナリスト（1967生）
- 熊谷千寿 - 英米文学翻訳家（1968生）
- 石井さだよし - 漫画家『解体屋ゲン』（1959生）
- ながしま超助 - 漫画家、イラストレーター
- 奥原しんこ - イラストレーター（1973生）
- 岩槻秀明 - 科学ライター、気象予報士（1982生）
- 小野寺久幸 - 美術院国宝修理所所長、東大寺大仏師（1929生）
- 斎藤乾一 - 陶芸家（1942.2生）
- 佐々木隆二 - 写真家（1940生）
- 管野滋樹 - オペラ歌手
- THE SWING DOLPHINS - 気仙沼ジュニアジャズオーケストラ、2016年JASRAC音楽文化賞受賞

芸能
- バイソン片山 - ドラマー（1951生）
- 小山祐（CHARMY）- LAUGHIN' NOSE ボーカル（1961生）
- 尾形和優 - シンガーソングライター
- 黒沢光義 - シンガーソングライター（1967生）
- 畠山美由紀 - シンガーソングライター（1972生）
- 熊谷育美 - シンガーソングライター（1985生）
- FRAM - 女性シンガー
- 伊東たかひろ - 演歌歌手、元中学校校長
- 滝本耕平 - 演歌歌手
- EMMA - DJ
- 千葉一伸 - 声優（1968生）
- 小野寺ずる - 女優（1989生）
- 柳家三寿 - 落語家（1946生）
- マギー審司 - タレント、マジシャン（1973生）
- 千葉恵 - お笑いコンビパピヨンメンバー（1982生）
- 佐々木莉佳子 - アイドル（2001生）
- SCK GIRLS - ローカルアイドルグループ
- 三田光一 - 超能力者（1885生）
- 気仙沼ちゃん - 元タレント、民宿経営

アナウンサー
- 生島ヒロシ - フリーアナウンサー・元TBSアナウンサー、タレント（1950生）
- 菅原克彦 - 北海道放送、フリー（1964生）
- 村上亜希子 - 北海道放送、北海道テレビ、フリー（1966生）
- 藤村惠一 - テレビ岩手（1967生）
- 岩手佳代子 - ラジオパーソナリティー（1980生）
- 佐藤千晶 - 東日本放送、名古屋テレビ放送、フリー（1986生）

スポーツ
- 秀ノ山雷五郎 - 力士（第9代横綱）（1808生）
- 宮城海清人 - 力士（1922生）
- 東孝 - 空手道（1949生）
- 島田源太郎 - プロ野球選手、コーチ、解説者（1939生）
- 金村曉 - プロ野球選手、コーチ（1976生）
- 千葉卓朗 - フェンシング選手・1958全日本選手権優勝、本吉町長（1934生）
- 大和田智子 - フェンシング選手・1964年東京オリンピック日本代表（1941生）
- 千田健一 - フェンシング選手・1980日本代表、指導者（1956生）
- 菅原智恵子 - フェンシング選手・アテネ・北京・ロンドン五輪3連続日本代表（1976生）
- 千田健太 - フェンシング選手・2012ロンドン五輪団体銀メダリスト（1985生）
- 畠山健介 - ラグビー選手・日本代表（1985生）
- 畠山知己 - ヨット選手、早稲田大学ヨット部監督（1971生）
- 小野寺龍太郎 - バスケットボール選手・指導者、レバンガ北海道ヘッドコーチ（1981生）
- 谷真海 - 走り幅跳び選手、パラトライアスロン選手（1982生）
- 齋藤由希子 - パラ陸上投てき選手（1993生）
- 鈴木麻優 - 騎手（1996生）
- 小野寺洋介山 - プロボクサー（1981生）
- 気仙沼二郎 - プロレスラー（1972生）

ゆかりのある人物
- 梅内拓生 - 医学者、東京大学名誉教授（1941生）
- 村上弘明 - 俳優（1956生）
- 白石公子 - 詩人、エッセイスト（1960生）